# Aliados da Primeira Guerra Mundial
Os Aliados ou Entente foram uma coalizão militar internacional de países liderados pela França, Reino Unido, Império Russo, Estados Unidos, Reino da Itália e Império do Japão contra as Potências Centrais do Império Alemão, Áustria-Hungria, Império Otomano e Reino da Bulgária na Primeira Guerra Mundial (1914-1918).
No final da primeira década do século XX, as principais potências europeias estavam divididas entre a Tríplice Entente e a Tríplice Aliança. A Tríplice Entente era composta pelo Reino Unido, França e Rússia. A Tríplice Aliança era originalmente composta pela Alemanha, Áustria-Hungria e Itália, mas a Itália permaneceu neutra em 1914. À medida que a guerra avançava, cada coalizão acrescentava novos membros. O Japão aderiu à Entente em 1914 e, apesar de proclamar sua neutralidade no início da guerra, a Itália também aderiu à Entente em 1915. O termo "Aliados" tornou-se mais amplamente utilizado do que "Entente" , embora o Reino Unido, a França, a Rússia e a Itália também fossem referidos como a Quádrupla Entente e, juntamente com o Japão, como a Quíntupla Entente.   As colônias administradas pelos países que lutaram pelos Aliados também faziam parte das potências da Entente, como as Filipinas Americanas, o Congo Belga, o Raj Britânico, a Argélia Francesa e a Coreia Japonesa.
Os Estados Unidos se juntaram perto do fim da guerra em 1917 (o mesmo ano em que a Rússia se retirou do conflito) como uma "potência associada" e não como um aliado oficial. Outros "membros associados" incluíam Reino da Sérvia, Bélgica, Reino de Montenegro, Asir, Négede e Hasa, Portugal, Reino da Romênia, Hejaz, Panamá, Cuba, Grécia, China, Sião, Brasil, Armênia, Luxemburgo, Guatemala, Nicarágua, Costa Rica, Haiti, Libéria e Honduras.  Os tratados assinados na Conferência de Paz de Paris reconheceram o Reino Unido, a França, a Itália, o Japão e os Estados Unidos como “as Principais Potências Aliadas e Associadas”. 

## Antecedentes
Quando a guerra começou em 1914, as Potências Centrais foram combatidas pela Tríplice Entente, formada em 1907, quando o acordo entre o Reino Unido e a Rússia complementou os acordos existentes entre as três potências.
A luta começou quando a Áustria invadiu a Sérvia em 28 de julho de 1914, supostamente em resposta ao assassinato do arquiduque Francisco Ferdinando, herdeiro do imperador Francisco José I; isso levou o aliado da Sérvia, Montenegro, à guerra em 8 de agosto e atacou a base naval austríaca em Cattaro, moderna Kotor.  Ao mesmo tempo, as tropas alemãs executaram o Plano Schlieffen, entrando na Bélgica neutra e em Luxemburgo; mais de 95% da Bélgica foi ocupada, mas o Exército Belga manteve suas linhas na Frente Yser durante toda a guerra. Isso permitiu que a Bélgica fosse tratada como Aliada, em contraste com Luxemburgo, que manteve o controle sobre os assuntos internos, mas foi ocupada pelos militares alemães.
No Oriente, entre 7 e 9 de agosto, os russos entraram na Prússia Oriental Alemã e na Galícia Oriental Austríaca. O Japão juntou-se à Entente declarando guerra à Alemanha em 23 de agosto e depois à Áustria em 25 de agosto.  Em 2 de setembro, as forças japonesas cercaram o Porto do Tratado Alemão de Tsingtao (hoje Qingdao), na China, e ocuparam colônias alemãs no Pacífico, incluindo as Ilhas Marianas, Carolinas e Marshall.
Apesar de ser membro da Tríplice Aliança, a Itália permaneceu neutra até 23 de maio de 1915, quando se juntou à Entente, declarando guerra à Áustria, mas não à Alemanha. Em 17 de janeiro de 1916, Montenegro capitulou e deixou a Entente;  isso foi compensado quando a Alemanha declarou guerra a Portugal em março de 1916, enquanto a Romênia iniciou as hostilidades contra a Áustria em 27 de agosto. 
Em 6 de abril de 1917, os Estados Unidos entraram na guerra como co-beligerantes, juntamente com os aliados associados da Libéria, Sião e Grécia. Após a Revolução de Outubro de 1917, a Rússia deixou a Entente e concordou com uma paz separada com as Potências Centrais com a assinatura do Tratado de Brest-Litovsk em 3 de março de 1918. A Romênia foi forçada a fazer o mesmo no Tratado de Bucareste de maio de 1918, mas em 10 de novembro repudiou o Tratado e mais uma vez declarou guerra às Potências Centrais.
Estas mudanças significaram que os Aliados que negociaram o Tratado de Versalhes em 1919 incluíam o Reino Unido, a França, a Itália, o Japão e os Estados Unidos; a Parte Um do Tratado concordou com o estabelecimento da Liga das Nações em 25 de janeiro de 1919.  Isso entrou em vigor em 16 de janeiro de 1920, com Grã-Bretanha, França, Itália e Japão como membros permanentes do Conselho Executivo; o Senado dos EUA votou contra a ratificação do tratado em 19 de março, impedindo assim os Estados Unidos de ingressarem na Liga.

## Estatísticas
Para estatísticas semelhantes das Potências Centrais, veja Potências Centrais § Estatísticas.
| País                                                                                          | País | População            | Área (milhões de km2) | PIB (Bilhões de US$, preços de 1990) | Pessoal mobilizado   |
| Primeira Onda (1914)                                                                          | Primeira Onda (1914)                                                                                    | Primeira Onda (1914) | Primeira Onda (1914)  | Primeira Onda (1914)                 | Primeira Onda (1914) |
| --------------------------------------------------------------------------------------------- | --- | -------------------- | --------------------- | ------------------------------------ | -------------------- |
| Império Russo                                                                                 | Rússia (Incluindo Polônia do Congresso e Terra do Vístula)                                              | 173.2                | 21.7                  | 257.7                                | 12,000,000           |
| Império Russo                                                                                 | Grão-Ducado da Finlândia                                                                                | 3.2                  | 0.4                   | 6.6                                  | 12,000,000           |
| Império Russo                                                                                 | Total                                                                                                   | 176.4                | 22.1                  | 264.3                                | 12,000,000           |
| República Francesa                                                                            | França                                                                                                  | 39.8                 | 0.5                   | 138.7                                | 8,410,000            |
| República Francesa                                                                            | Colônias                                                                                                | 48.3                 | 10.7                  | 31.5                                 | 8,410,000            |
| República Francesa                                                                            | Total                                                                                                   | 88.1                 | 11.2                  | 170.2                                | 8,410,000            |
| Império Britânico                                                                             | Reino Unido da Grã-Bretanha e Irlanda                                                                   | 46.0                 | 0.3                   | 226.4                                | 6,211,922            |
| Império Britânico                                                                             | Colônias                                                                                                | 380.2                | 13.5                  | 257                                  | 1,440,437            |
| Império Britânico                                                                             | Domínios Britânicos                                                                                     | 19.9                 | 19.5                  | 77.8                                 | 1,307,000            |
| Império Britânico                                                                             | Total                                                                                                   | 446.1                | 33.3                  | 561.2                                | 8,689,000            |
| Império do Japão                                                                              | Japão                                                                                                   | 55.1                 | 0.4                   | 76.5                                 | 800,000              |
| Império do Japão                                                                              | Colônias (Coreia, Formosa, Kwantung e Sacalina)                                                         | 19.1                 | 0.3                   | 16.3                                 | 800,000              |
| Império do Japão                                                                              | Total                                                                                                   | 74.2                 | 0.7                   | 92.8                                 | 800,000              |
| Reino da Sérvia, Reino de Montenegro, e Bósnia e Herzegovina                                  | Reino da Sérvia, Reino de Montenegro, e Bósnia e Herzegovina                                            | 7.0                  | 0.2                   | 7.2                                  | 760,000              |
| Segunda Onda (1915–1916)                                                                      | |                      |                       |                                      |                      |
| Reino da Itália                                                                               | Itália                                                                                                  | 35.6                 | 0.3                   | 91.3                                 | 5,615,000            |
| Reino da Itália                                                                               | Colônias                                                                                                | 2.0                  | 2.0                   | 1.3                                  | 5,615,000            |
| Reino da Itália                                                                               | Total                                                                                                   | 37.6                 | 2.3                   | 92.6                                 | 5,615,000            |
| República Portuguesa                                                                          | Portugal                                                                                                | 6.0                  | 0.1                   | 7.4                                  | 100,000              |
| República Portuguesa                                                                          | Colônias                                                                                                | 8.7                  | 2.4                   | 5.2                                  | 100,000              |
| República Portuguesa                                                                          | Total                                                                                                   | 14.7                 | 2.5                   | 12.6                                 | 100,000              |
| Reino da Romênia                                                                              | Reino da Romênia                                                                                        | 7.7                  | 0.1                   | 11.7                                 | 750,000              |
| Terceira Onda (1917–1918)                                                                     | |                      |                       |                                      |                      |
| Estados Unidos da América                                                                     | Estados Unidos                                                                                          | 96.5                 | 7.8                   | 511.6                                | 4,355,000            |
| Estados Unidos da América                                                                     | Dependências (Como o Havaí e o Alasca ainda não eram estados dos EUA, estão incluídos nas dependências) | 9.8                  | 1.8                   | 10.6                                 | 4,355,000            |
| Estados Unidos da América                                                                     | Total                                                                                                   | 106.3                | 9.6                   | 522.2                                | 4,355,000            |
| Estados da América Central (Costa Rica, Cuba, Guatemala, Haiti, Honduras, Nicarágua e Panamá) | Estados da América Central (Costa Rica, Cuba, Guatemala, Haiti, Honduras, Nicarágua e Panamá)           | 9.0                  | 0.6                   | 10.6                                 |                      |
| República dos Estados Unidos do Brasil                                                        | República dos Estados Unidos do Brasil                                                                  | 25.0                 | 8.5                   | 20.3                                 | 1,713                |
| Reino da Grécia                                                                               | Reino da Grécia                                                                                         | 4.8                  | 0.1                   | 7.7                                  | 230,000              |
| Reino do Sião                                                                                 | Reino do Sião                                                                                           | 8.4                  | 0.5                   | 7.0                                  | 1,284                |
| República da China                                                                            | República da China                                                                                      | 441.0                | 11.1                  | 243.7                                |                      |
| República da Libéria                                                                          | República da Libéria                                                                                    | 1.5                  | 0.1                   | 0.9                                  |                      |

| Grupo                                                                                                  | População (milhões) | Território (milhões de km2) | PIB (Bilhões de US$) |                  |                  |
| Novembro de 1914                                                                                       | Novembro de 1914    | Novembro de 1914            | Novembro de 1914     | Novembro de 1914 | Novembro de 1914 |
| --- | ------------------- | --------------------------- | -------------------- | ---------------- | ---------------- |
| Aliados, Total                                                                                         | 793.3               | 67.5                        | 1.096,5              |                  |                  |
| Somente Reino Unido, França e Rússia                                                                   | 259.0               | 22.6                        | 622.8                |                  |                  |
| Novembro de 1916                                                                                       |                     |                             |                      |                  |                  |
| Aliados, Total                                                                                         | 853.3               | 72,5                        | 1.213,4              |                  |                  |
| Somente Reino Unido, França e Rússia                                                                   | 259.0               | 22.6                        | 622.8                |                  |                  |
| Novembro de 1918                                                                                       |                     |                             |                      |                  |                  |
| Aliados, Total                                                                                         | 1.271,7             | 80.8                        | 1.760,5              |                  |                  |
| Porcentagem Mundial                                                                                    | 70%                 | 61%                         | 64%                  |                  |                  |
| Somente Reino Unido, França e EUA                                                                      | 182.3               | 8.7                         | 876.6                |                  |                  |
| Porcentagem Mundial                                                                                    | 10%                 | 7%                          | 32%                  |                  |                  |
| Potências Centrais (Império Alemão (e colônias), Áustria-Hungria, Império Otomano e Reino da Bulgária) | 156,1               | 6.0                         | 383.9                |                  |                  |
| Mundo, 1913                                                                                            | 1.810,3             | 133.5                       | 2.733,9              |                  |                  |

## Potências principais

### Império Britânico

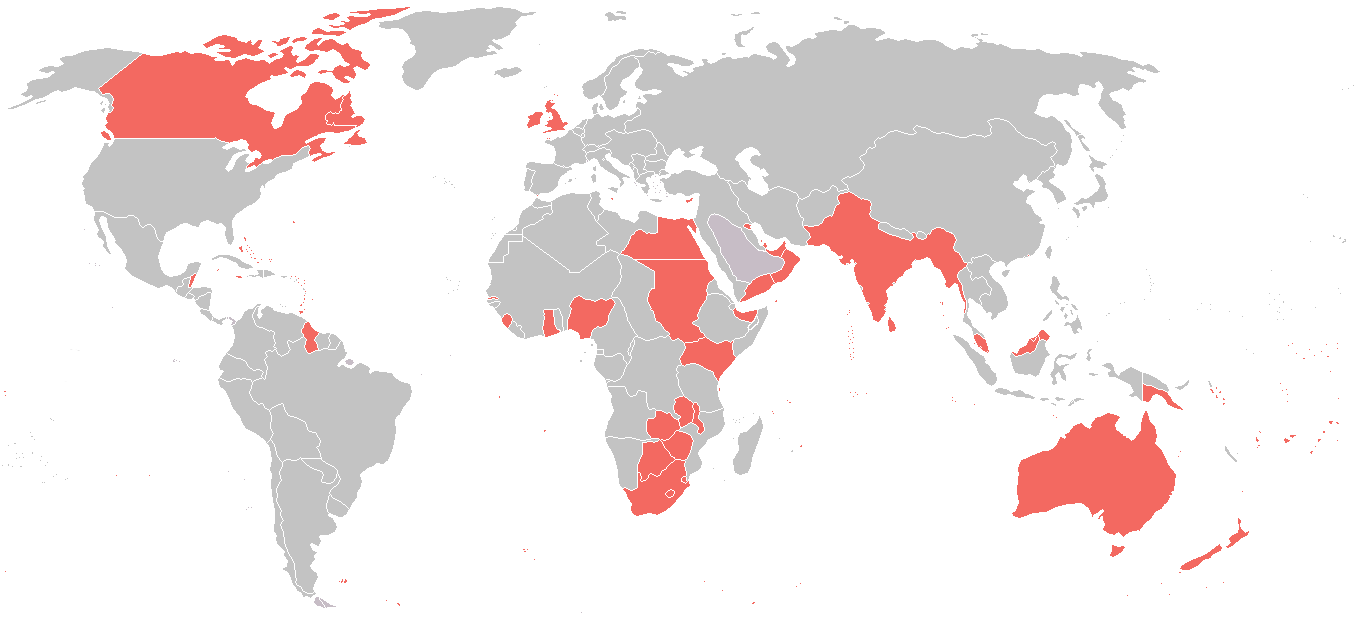
O Império Britânico em 1914

Durante grande parte do século XIX, a Grã-Bretanha procurou manter o equilíbrio de poder europeu sem alianças formais, uma política conhecida como isolamento esplêndido . Isto deixou-a perigosamente exposta, uma vez que a Europa se dividiu em blocos de poder opostos e o governo conservador de 1895-1905 negociou primeiro a Aliança Anglo-Japonesa de 1902, depois a Entente Cordiale de 1904 com a França.  O primeiro resultado tangível dessa mudança foi o apoio britânico à França contra a Alemanha na Crise Marroquina de 1905.
O governo liberal de 1905-1915 continuou esse realinhamento com a Convenção Anglo-Russa de 1907. Tal como os acordos anglo-japoneses e da Entente, centrou-se na resolução de disputas coloniais, mas ao fazê-lo abriu caminho para uma cooperação mais ampla e permitiu à Grã-Bretanha reorientar os recursos em resposta à expansão naval alemã. 

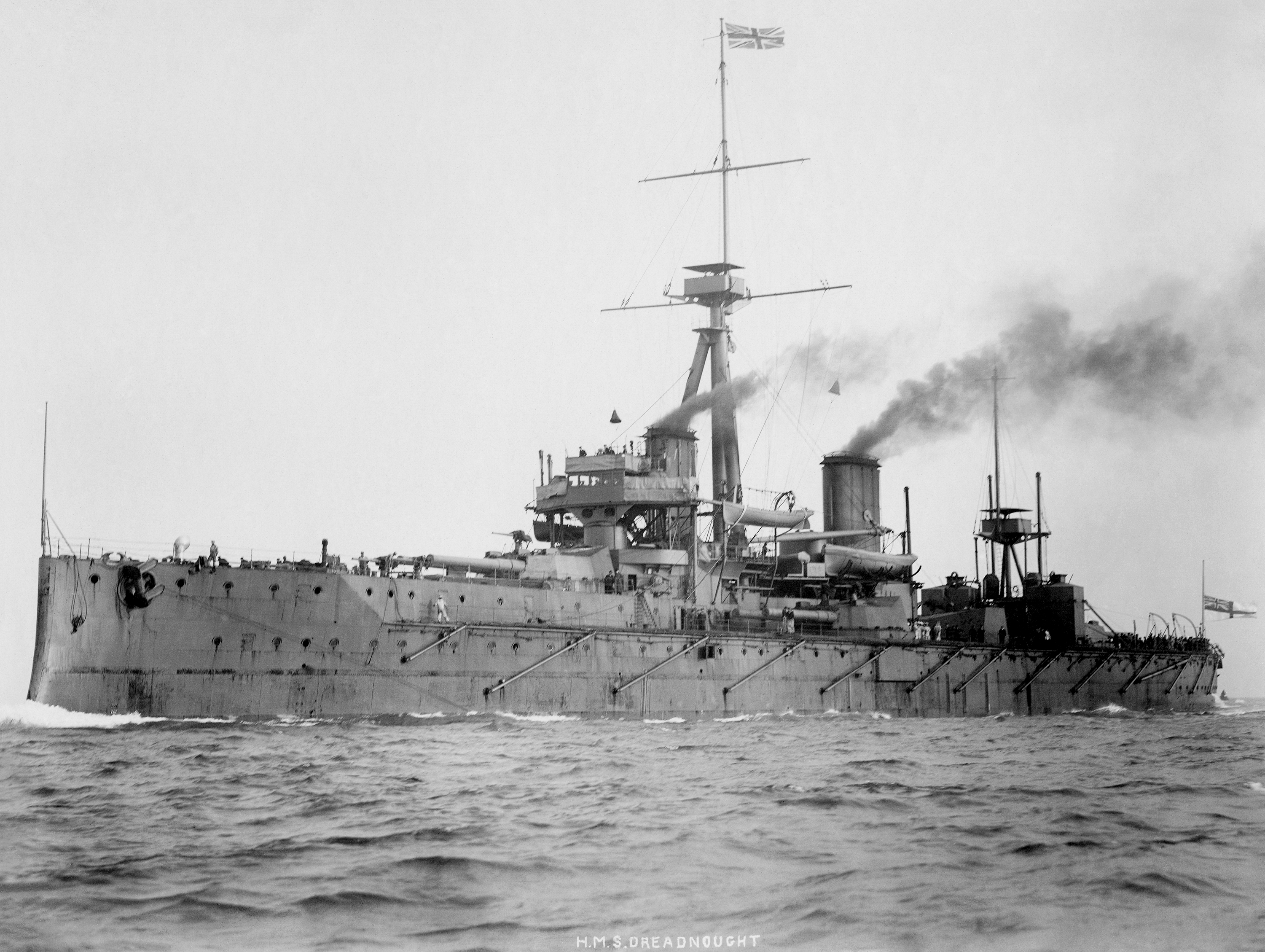
HMS Dreadnought; os acordos de 1902, 1904 e 1907 com o Japão, França e Rússia permitiram que a Grã-Bretanha reorientasse recursos durante a corrida armamentista naval anglo-germânica.

Como o controle da Bélgica permitia que um oponente ameaçasse invadir ou bloquear o comércio britânico, impedi-lo era um interesse estratégico britânico de longa data. [d]  Nos termos do Artigo VII do Tratado de Londres de 1839, a Grã-Bretanha garantiu a neutralidade belga contra a agressão de qualquer outro estado, pela força se necessário.  O chanceler Theobald von Bethmann Hollweg mais tarde rejeitou isso como um "pedaço de papel", mas os oficiais da lei britânica rotineiramente confirmaram isso como uma obrigação legal vinculativa e sua importância foi bem compreendida pela Alemanha. 
A Crise de Agadir de 1911 levou a discussões secretas entre a França e a Grã-Bretanha em caso de guerra com a Alemanha. Estes concordaram que, dentro de duas semanas após o seu início, uma Força Expedicionária Britânica de 100.000 homens desembarcaria na França; além disso, a Marinha Real seria responsável pelo Mar do Norte, pelo Canal da Mancha e pela proteção do norte da França, com a marinha francesa concentrada no Mediterrâneo.  A Grã-Bretanha estava comprometida em apoiar a França em uma guerra contra a Alemanha, mas isso não era amplamente compreendido fora do governo ou entre os altos escalões militares.
Ainda em 1 de Agosto, uma clara maioria do governo liberal e dos seus apoiantes queriam ficar fora da guerra.  Embora os líderes liberais H.H. Asquith e Edward Grey considerassem a Grã-Bretanha legal e moralmente comprometida em apoiar a França independentemente, esperar até que a Alemanha desencadeasse o Tratado de 1839 proporcionou a melhor oportunidade de preservar a unidade do partido liberal. 

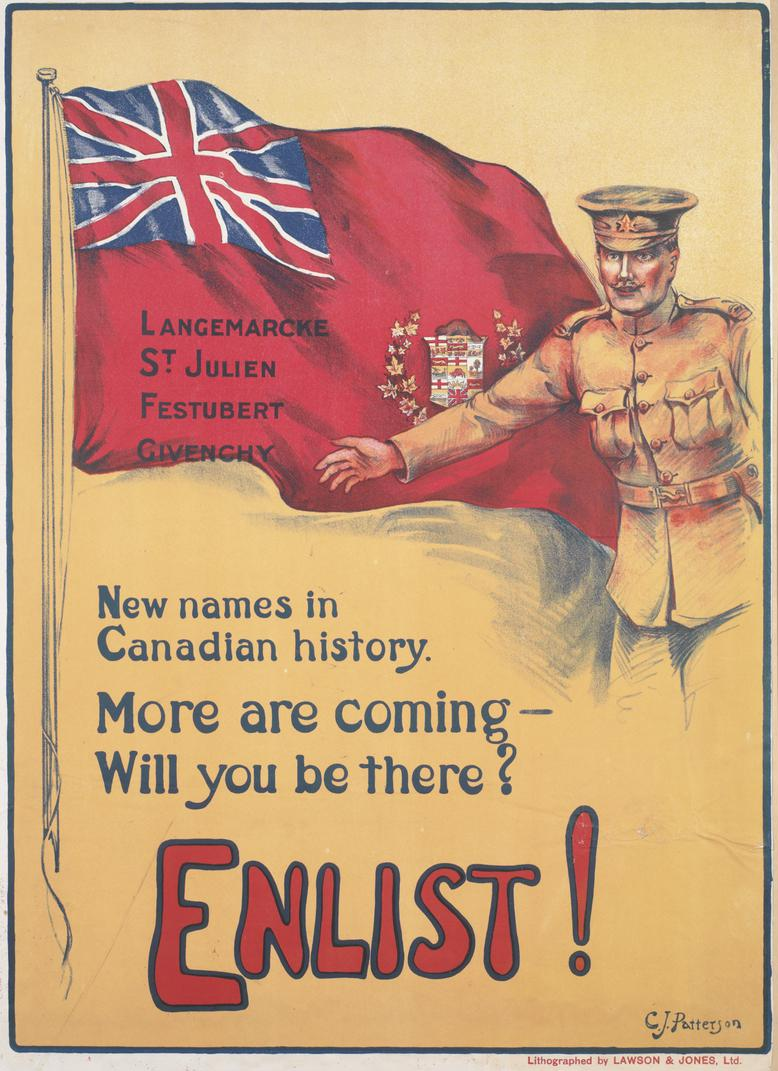
Cartaz de recrutamento do Exército Canadense

O alto comando alemão sabia que entrar na Bélgica levaria à intervenção britânica, mas decidiu que o risco era aceitável; eles esperavam uma guerra curta enquanto seu embaixador em Londres alegava que os problemas na Irlanda impediriam a Grã-Bretanha de ajudar a França.  Em 3 de agosto, a Alemanha exigiu avanço desimpedido por qualquer parte da Bélgica e, quando a solicitação foi recusada, invadiu na manhã de 4 de agosto.
Isto mudou a situação; a invasão da Bélgica consolidou o apoio político e público à guerra, apresentando o que parecia ser uma simples escolha moral e estratégica.  Os belgas pediram assistência ao abrigo do Tratado de 1839 e, em resposta, a Grã-Bretanha declarou guerra à Alemanha em 4 de agosto de 1914.  Embora a violação da neutralidade belga pela Alemanha não tenha sido a única causa da entrada britânica na guerra, foi amplamente utilizada na propaganda governamental, a nível nacional e internacional, para defender a intervenção britânica.  Essa confusão provavelmente persiste até hoje.
A declaração de guerra envolveu automaticamente todos os domínios, colônias e protetorados do Império Britânico, muitos dos quais fizeram contribuições significativas ao esforço de guerra dos Aliados, tanto no fornecimento de tropas quanto de trabalhadores civis. Foi dividida em Colônias da Coroa administradas pelo Colonial Office em Londres, como a Nigéria, [e] e os Domínios autônomos do Canadá, Terra Nova, Nova Zelândia, Austrália e África do Sul. Eles controlavam suas próprias políticas internas e gastos militares, mas não sua política externa.

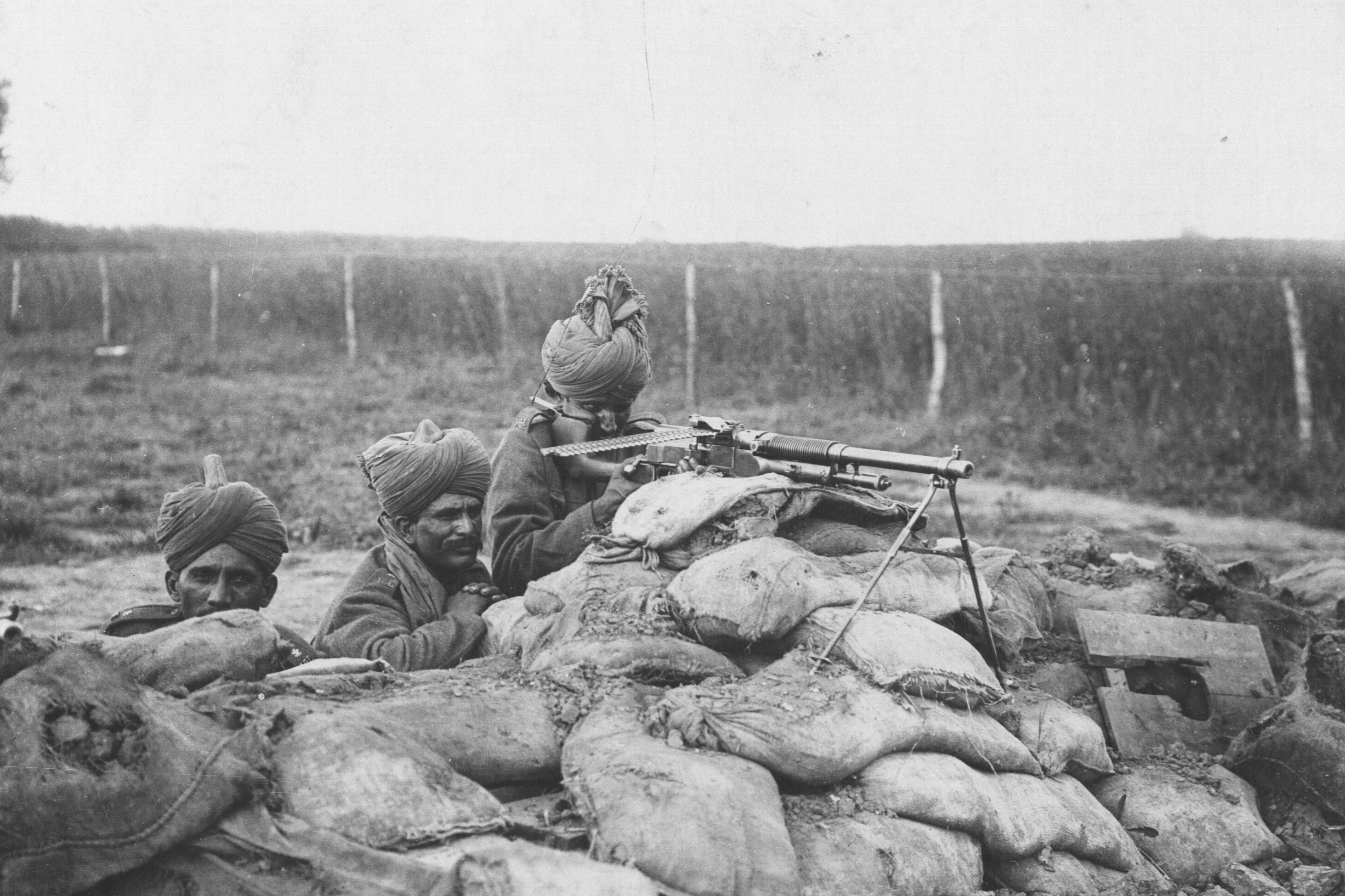
Soldados indianos da 2ª Infantaria Leve Rajput na Frente Ocidental, inverno de 1914–15

Em termos de população, o maior componente (depois da própria Grã-Bretanha) era o Raj Britânico ou Índia Britânica, que incluía a Índia moderna, o Paquistão, Mianmar e Bangladesh. Ao contrário de outras colônias que ficaram sob o Colonial Office, ela era governada diretamente pelo India Office ou por príncipes leais aos britânicos; também controlava os interesses britânicos no Golfo Pérsico, como os Estados da Trégua e Omã. Mais de um milhão de soldados do Exército Indiano Britânico serviram em diferentes teatros de guerra, principalmente na França e no Oriente Médio.
De 1914 a 1916, a estratégia diplomática, política e militar imperial geral foi controlada pelo Gabinete de Guerra Britânico em Londres; em 1917, foi substituído pelo Gabinete de Guerra Imperial, que incluía representantes dos Domínios.  Sob o Gabinete de Guerra estavam o Chefe do Estado-Maior Imperial ou CIGS, responsável por todas as forças terrestres imperiais, e o Almirantado, que fazia o mesmo pela Marinha Real. Comandantes de teatro como Douglas Haig na Frente Ocidental ou Edmund Allenby na Palestina então se reportavam ao CIGS.
Depois do Exército Indiano, as maiores unidades individuais foram o Corpo Australiano e o Corpo Canadense na França, que em 1918 eram comandados por seus próprios generais, John Monash e Arthur Currie.  Contingentes da África do Sul, Nova Zelândia e Terra Nova serviram em teatros como França, Galípoli, África Oriental Alemã e Oriente Médio. As tropas australianas ocuparam separadamente a Nova Guiné Alemã, com os sul-africanos fazendo o mesmo no Sudoeste Africano Alemão; isso resultou na rebelião de Maritz pelos antigos bôeres, que foi rapidamente reprimida. Após a guerra, a Nova Guiné e o Sudoeste da África tornaram-se protetorados, mantidos até 1975 e 1990, respectivamente.

### Império Russo

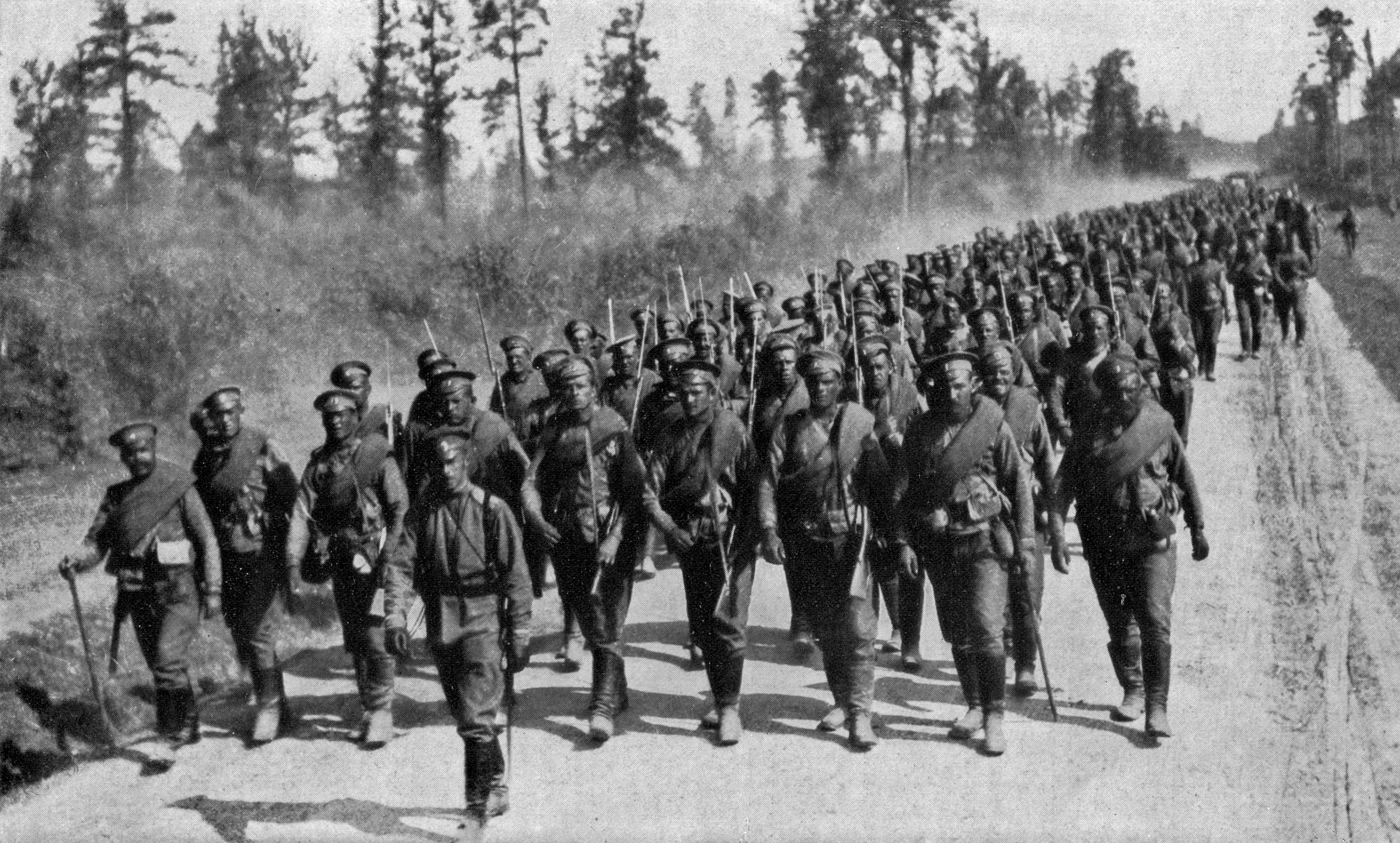
Tropas russas marchando para a frente

Entre 1873 e 1887, a Rússia aliou-se à Alemanha e à Áustria-Hungria na Liga dos Três Imperadores, depois à Alemanha no Tratado de Resseguro de 1887-1890; ambos ruíram devido aos interesses concorrentes da Áustria e da Rússia nos Balcãs . Enquanto a França aproveitou isso para concordar com a Aliança Franco-Russa de 1894, a Grã-Bretanha via a Rússia com profunda suspeita; em 1800, mais de 3.000 quilômetros separavam o Império Russo e a Índia Britânica; em 1902, eram 30km em algumas áreas.  Isto ameaçou levar os dois países a um conflito direto, tal como o objetivo russo de longa data de obter o controlo do Estreito de Bósforo e, com ele, o acesso ao Mar Mediterrâneo dominado pelos britânicos. 

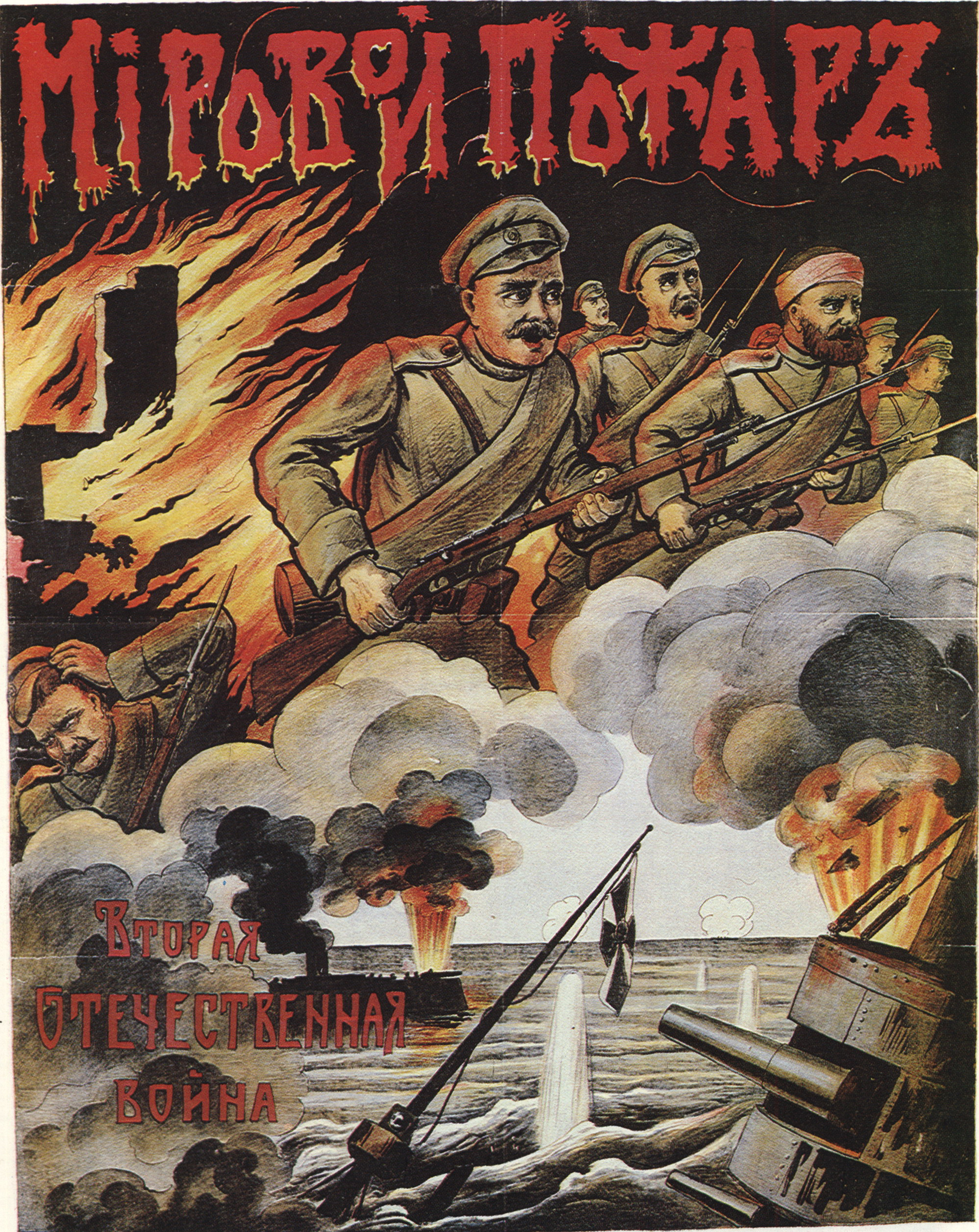
Cartaz de recrutamento russo; a legenda diz: "Mundo em chamas; Segunda Guerra Patriótica".

A derrota na Guerra Russo-Japonesa de 1905 e o isolamento da Grã-Bretanha durante a Segunda Guerra dos Bôeres de 1899-1902 levaram ambos os lados a buscar aliados. A Convenção Anglo-Russa de 1907 resolveu disputas na Ásia e permitiu o estabelecimento da Tríplice Entente com a França, que nessa fase era amplamente informal. Em 1908, a Áustria anexou a antiga província otomana da Bósnia e Herzegovina; a Rússia respondeu criando a Liga dos Balcãs para impedir uma maior expansão austríaca.  Na Primeira Guerra Balcânica de 1912-1913, Sérvia, Bulgária e Grécia capturaram a maioria das possessões otomanas restantes na Europa; disputas sobre a divisão destas resultaram na Segunda Guerra Balcânica, na qual a Bulgária foi completamente derrotada por seus antigos aliados.
A base industrial e a rede ferroviária da Rússia melhoraram significativamente desde 1905, embora partindo de uma base relativamente baixa; em 1913, o czar Nicolau aprovou um aumento no exército russo de mais de 500.000 homens. Embora não houvesse uma aliança formal entre a Rússia e a Sérvia, seus estreitos laços bilaterais forneceram à Rússia uma rota para o decadente Império Otomano, onde a Alemanha também tinha interesses significativos. Combinado com o aumento da força militar russa, tanto a Áustria como a Alemanha sentiram-se ameaçadas pela expansão sérvia; quando a Áustria invadiu a Sérvia em 28 de julho de 1914, o ministro das Relações Exteriores russo, Sergey Sazonov, viu isso como uma conspiração austro-alemã para acabar com a influência russa nos Balcãs. 
Além de seu próprio território, a Rússia se via como defensora de seus companheiros eslavos e, em 30 de julho, mobilizou-se em apoio à Sérvia. Em resposta, a Alemanha declarou guerra à Rússia em 1 de agosto, seguida pela Áustria-Hungria em 6; depois que navios de guerra otomanos bombardearam Odessa no final de outubro, a Entente declarou guerra ao Império Otomano em novembro de 1914. 

### República Francesa

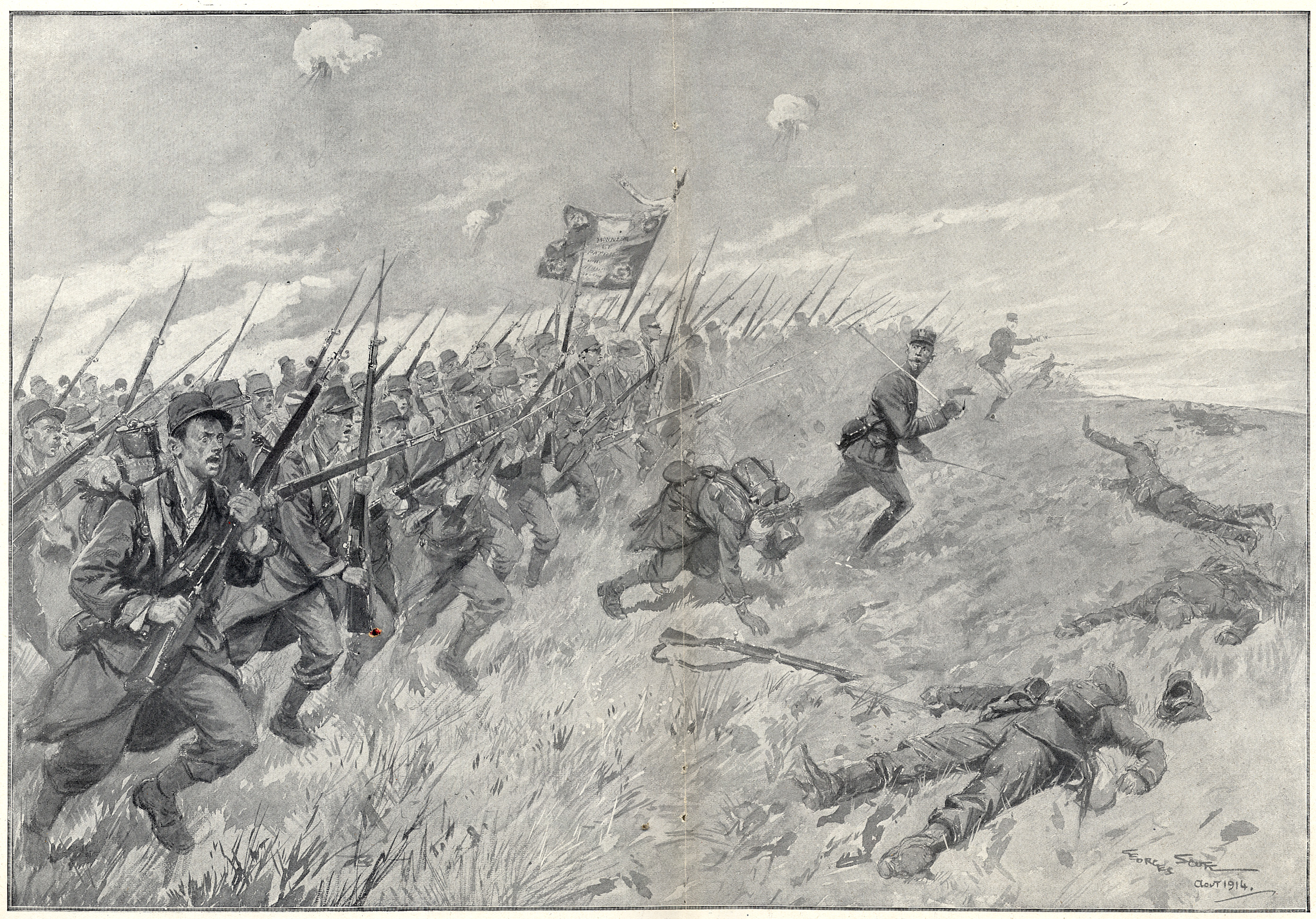
Carga de baioneta francesa, 1914

A derrota francesa na Guerra Franco-Prussiana de 1870-1871 levou à perda das duas províncias da Alsácia-Lorena e ao estabelecimento da Terceira República. A supressão da Comuna de Paris pelo novo regime causou profundas divisões políticas e levou a uma série de lutas políticas amargas, como o caso Dreyfus. Como resultado, o nacionalismo agressivo ou revanchismo foi uma das poucas áreas que uniu os franceses.
A perda da Alsácia-Lorena privou a França da sua linha de defesa natural no Reno, ao mesmo tempo que era mais fraca demograficamente do que a Alemanha, cuja população em 1911 era de 64,9 milhões para 39,6 em França, que tinha a menor taxa de natalidade da Europa.  Isso significava que, apesar de seus sistemas políticos muito diferentes, quando a Alemanha permitiu que o Tratado de Resseguro caducasse, a França aproveitou a oportunidade para concordar com a Aliança Franco-Russa de 1894. Também substituiu a Alemanha como principal fonte de financiamento para a indústria russa e para a expansão da sua rede ferroviária, especialmente nas zonas fronteiriças com a Alemanha e a Áustria-Hungria. 

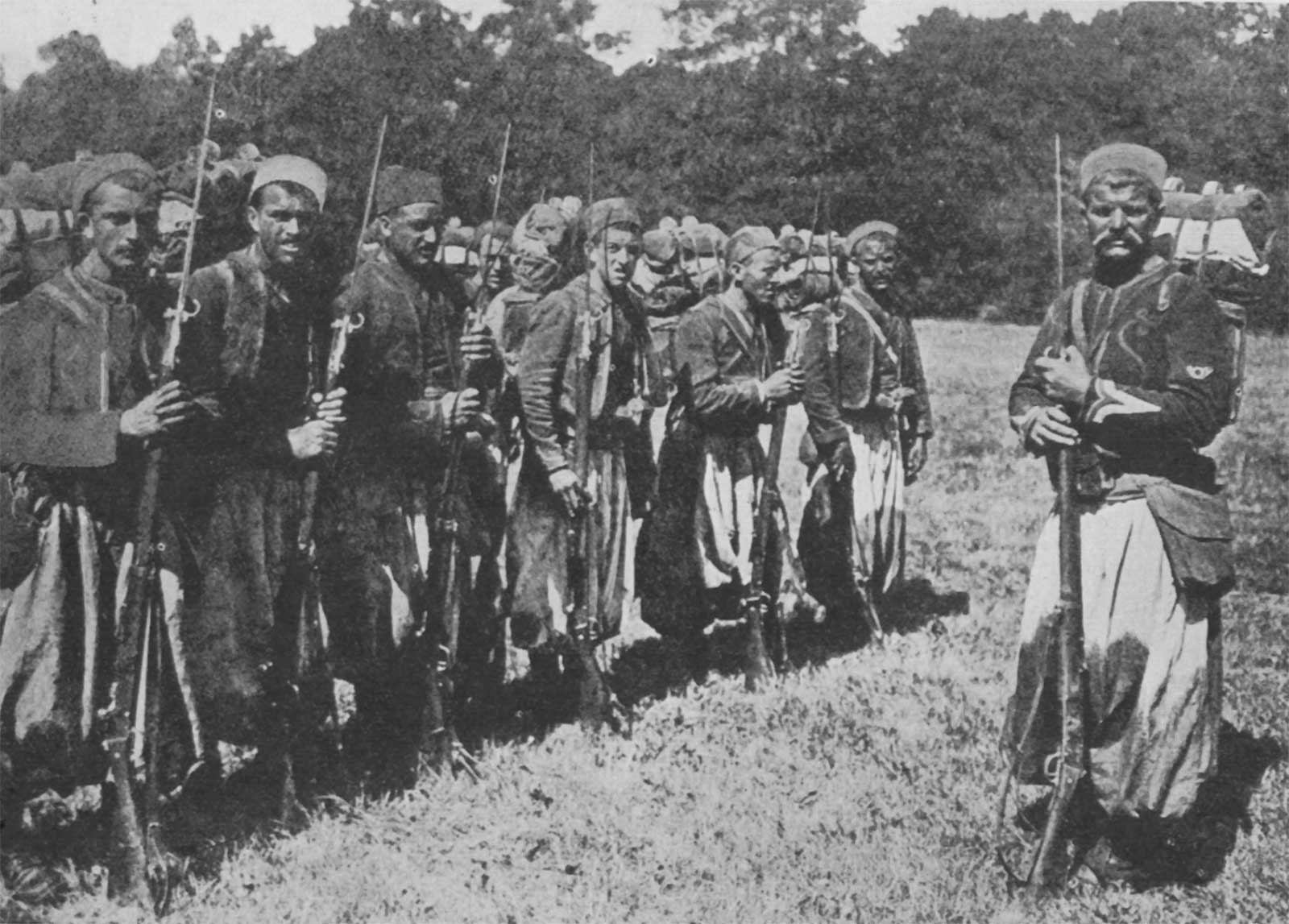
Zouaves Franceses do Exército da África

No entanto, a derrota russa na Guerra Russo-Japonesa de 1904-1905 prejudicou sua credibilidade, enquanto o isolamento da Grã-Bretanha durante a Segunda Guerra dos Bôeres fez com que ambos os países buscassem aliados adicionais. Isso resultou na Entente Cordiale de 1904 com a Grã-Bretanha; assim como a Convenção Anglo-Russa de 1907, para consumo interno britânico, ela se concentrou na resolução de disputas coloniais, mas levou à cooperação informal em outras áreas. Em 1914, tanto o exército britânico como a Marinha Real estavam comprometidos em apoiar a França em caso de guerra com a Alemanha, mas mesmo no governo britânico, muito poucos estavam cientes da extensão desses compromissos. 

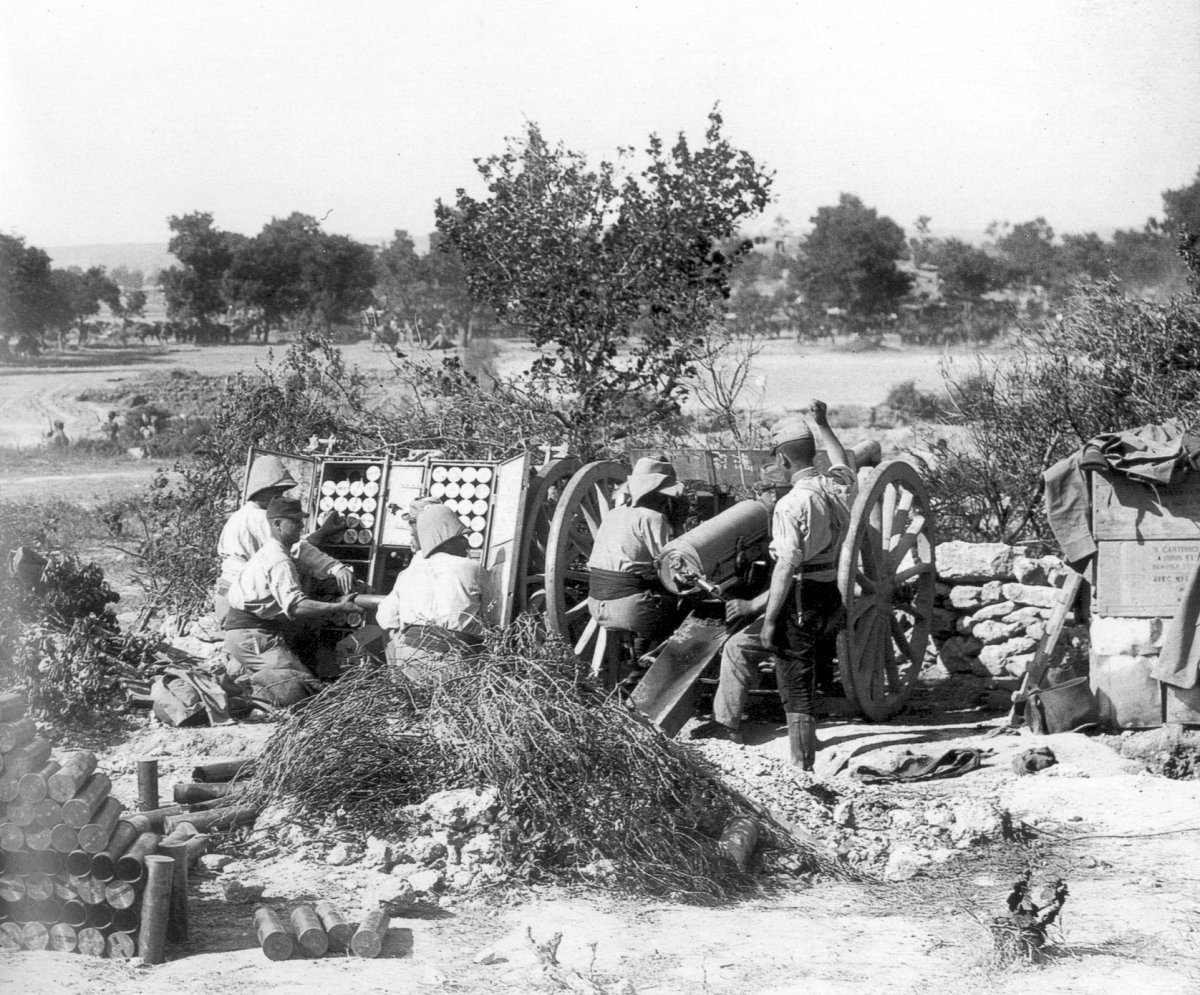
Artilharia francesa em ação perto de Galípoli, 1915

Em resposta à declaração de guerra da Alemanha à Rússia, a França emitiu uma mobilização geral na expectativa de guerra em 2 de agosto e em 3 de agosto, a Alemanha também declarou guerra à França.  O ultimato da Alemanha à Bélgica levou a Grã-Bretanha à guerra em 4 de agosto, embora a França não tenha declarado guerra à Áustria-Hungria até 12 de agosto.
Assim como aconteceu com a Grã-Bretanha, as colônias francesas também se tornaram parte da guerra; antes de 1914, soldados e políticos franceses defendiam o uso de recrutas africanos franceses para ajudar a compensar a fraqueza demográfica da França. Mas acabou por se revelar inútil, os soldados da França Metropolitana ainda assumiram todas as tarefas.  De agosto a dezembro de 1914, os franceses perderam quase 300.000 mortos na Frente Ocidental, mais do que a Grã-Bretanha sofreu em toda a Segunda Guerra Mundial e as lacunas foram parcialmente preenchidas por tropas coloniais, mais de 500.000 das quais serviram na Frente Ocidental durante o período de 1914 a 1918.  As tropas coloniais também lutaram em Galípoli, ocuparam o Togo e Kamerun na África Ocidental e tiveram um papel menor no Oriente Médio, onde a França era a tradicional protetora dos cristãos nas províncias otomanas da Síria, Palestina e Líbano. 

### Império do Japão
Antes da Restauração Meiji em 1868, o Japão era um estado semifeudal, em grande parte agrário, com poucos recursos naturais e tecnologia limitada. Em 1914, havia se transformado em um estado industrial moderno, com um exército poderoso; ao derrotar a China na Primeira Guerra Sino-Japonesa durante 1894-1895, estabeleceu-se como a principal potência no Leste Asiático e colonizou a então unificada Coreia e Formosa, hoje a moderna Taiwan .
Preocupados com a expansão russa na Coreia e na Manchúria, a Grã-Bretanha e o Japão assinaram a Aliança Anglo-Japonesa em 30 de janeiro de 1902, concordando que se um deles fosse atacado por um terceiro, o outro permaneceria neutro e, se atacado por dois ou mais oponentes, o outro viria em seu auxílio. Isto significava que o Japão poderia contar com o apoio britânico numa guerra com a Rússia, se a França ou a Alemanha, que também tinham interesses na China, decidissem juntar-se a eles.  Isso deu ao Japão a segurança necessária para enfrentar a Rússia na Guerra Russo-Japonesa de 1905; a vitória estabeleceu o Japão na província chinesa da Manchúria.

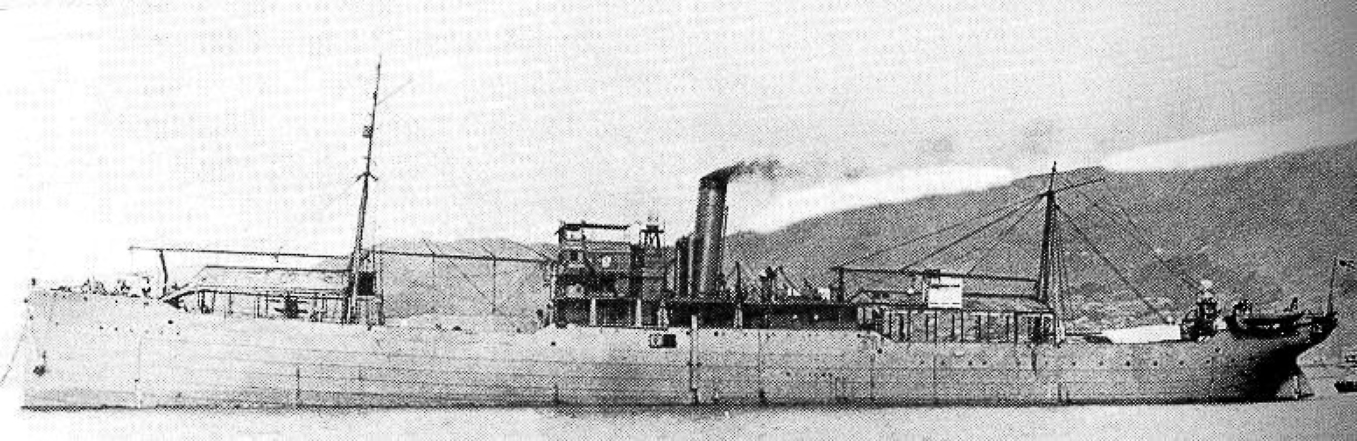
O porta-aviões japonês Wakamiya conduziu o primeiro ataque aéreo lançado por navio em 1914.

Com o Japão como aliado no Extremo Oriente, John Fisher, Primeiro Lorde do Mar de 1904 a 1910, conseguiu reorientar os recursos navais britânicos no Mar do Norte para combater a ameaça da Marinha Imperial Alemã. A Aliança foi renovada em 1911; em 1914, o Japão juntou-se à Entente em troca de territórios alemães no Pacífico, irritando muito o governo australiano que também os queria. 
Em 7 de agosto de 1914, a Grã-Bretanha pediu oficialmente ajuda para destruir unidades navais alemãs na China e o Japão declarou formalmente guerra à Alemanha em 23 de agosto de 1914, seguido pela Áustria-Hungria em 25 de agosto de 1914.  Em 2 de setembro de 1914, as forças japonesas cercaram o Porto do Tratado Alemão de Qingdao, então conhecido como Tsingtao, que se rendeu em 7 de novembro. A Marinha Imperial Japonesa ocupou simultaneamente as colônias alemãs nas Ilhas Marianas, Carolinas e Marshall, enquanto em 1917, um esquadrão naval japonês foi enviado para apoiar os Aliados no Mar Mediterrâneo. 
O principal interesse do Japão era a China e, em janeiro de 1915, o governo chinês recebeu um ultimato secreto de Vinte e Uma Demandas, exigindo amplas concessões econômicas e políticas. Embora estas tenham sido eventualmente modificadas, o resultado foi uma onda de nacionalismo anti-japonês na China e um boicote económico aos produtos japoneses.  Além disso, os outros Aliados agora viam o Japão como uma ameaça, em vez de um parceiro, o que levou a tensões primeiro com a Rússia e depois com os EUA, depois que este país entrou na guerra em abril de 1917. Apesar dos protestos dos outros Aliados, após a guerra o Japão recusou-se a devolver Qingdao e a província de Shandong à China. 

### Reino da Itália

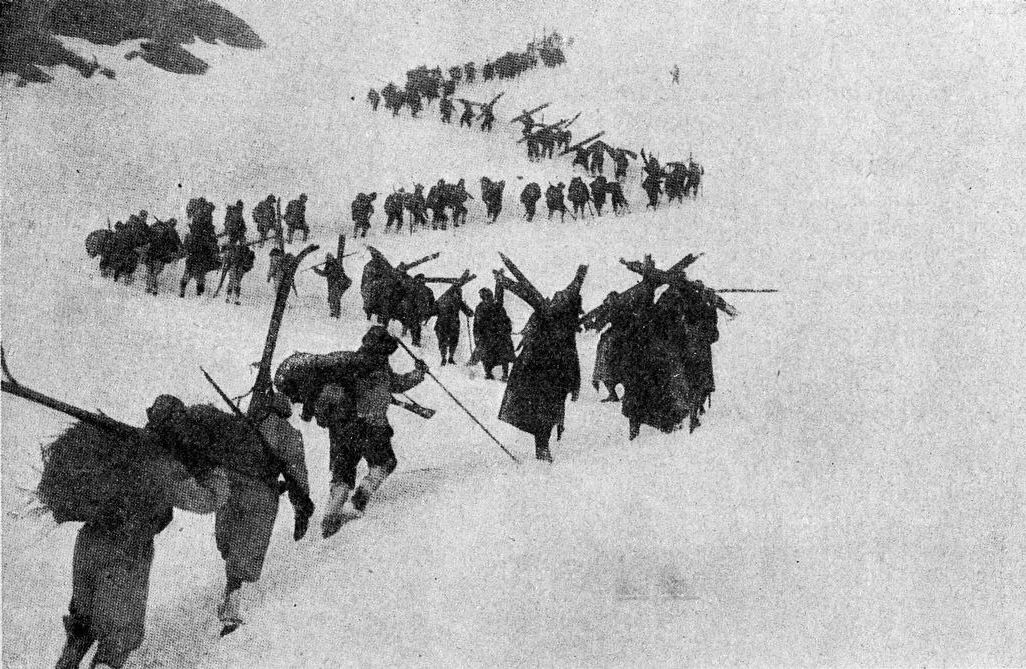
Tropas alpinas marchando na neve a 3.000 m de altitude, 1917

A Tríplice Aliança de 1882 entre Alemanha, Áustria-Hungria e Itália foi renovada em intervalos regulares, mas foi comprometida por objetivos conflitantes entre a Itália e a Áustria nos mares Adriático e Egeu . Os nacionalistas italianos referiam-se à Ístria controlada pela Áustria (incluindo Trieste e Fiume) e Trento como "os territórios perdidos", tornando a Aliança tão controversa que os termos foram mantidos em segredo até expirar em 1915. 
Alberto Pollio, o chefe do Estado-Maior pró-austríaco do Exército Italiano, morreu em 1 de julho de 1914, levando consigo muitas das perspectivas de apoio italiano.  O Primeiro-Ministro italiano, Antonio Salandra, argumentou que, como a Aliança era de natureza defensiva, a agressão da Áustria contra a Sérvia e a exclusão da Itália do processo de tomada de decisões significavam que esta não era obrigada a juntar-se a elas. 
A sua cautela era compreensível porque a França e a Grã-Bretanha forneciam ou controlavam a importação da maior parte das matérias-primas da Itália, incluindo 90% do seu carvão.  Salandra descreveu o processo de escolha de um lado como "egoísmo sagrado", mas como se esperava que a guerra terminasse o mais tardar em meados de 1915, tomar esta decisão tornou-se cada vez mais urgente.  Em conformidade com as obrigações da Itália sob a Tríplice Aliança, a maior parte do exército foi concentrada na fronteira da Itália com a França; em outubro, o substituto de Pollio, o general Luigi Cadorna, recebeu ordens de começar a mover essas tropas para a fronteira nordeste com a Áustria. 
Pelo Tratado de Londres de abril de 1915, a Itália concordou em aderir à Entente em troca dos territórios da Áustria-Hungria povoados por italianos e outras concessões; em troca, declarou guerra à Áustria-Hungria em maio de 1915, conforme exigido, embora não à Alemanha até 1916.  O ressentimento italiano pela diferença entre as promessas de 1915 e os resultados reais do Tratado de Versalhes de 1919 seriam fatores poderosos na ascensão de Benito Mussolini. 

## Combatentes afiliados

### Reino da Sérvia
Em 1817, o Principado da Sérvia tornou-se uma província autônoma dentro do Império Otomano; com apoio russo, ganhou independência total após a Guerra Russo-Turca de 1877-1878. Muitos sérvios viam a Rússia como protetora dos eslavos do sul em geral, mas também especificamente contra a Bulgária, onde os objetivos russos colidiam cada vez mais com o nacionalismo búlgaro. 
Quando a Áustria anexou a Bósnia e Herzegovina em 1908, a Rússia respondeu criando a Liga Balcânica para impedir uma maior expansão austríaca.  A Áustria via a Sérvia com hostilidade, em parte devido aos seus laços com a Rússia, cuja pretensão de ser protetora dos eslavos do sul se estendia àqueles dentro do Império Austro-Húngaro, como os tchecos e eslovacos. A Sérvia também deu potencialmente à Rússia a capacidade de atingir o seu objectivo de longa data de capturar Constantinopla e os Dardanelos. 

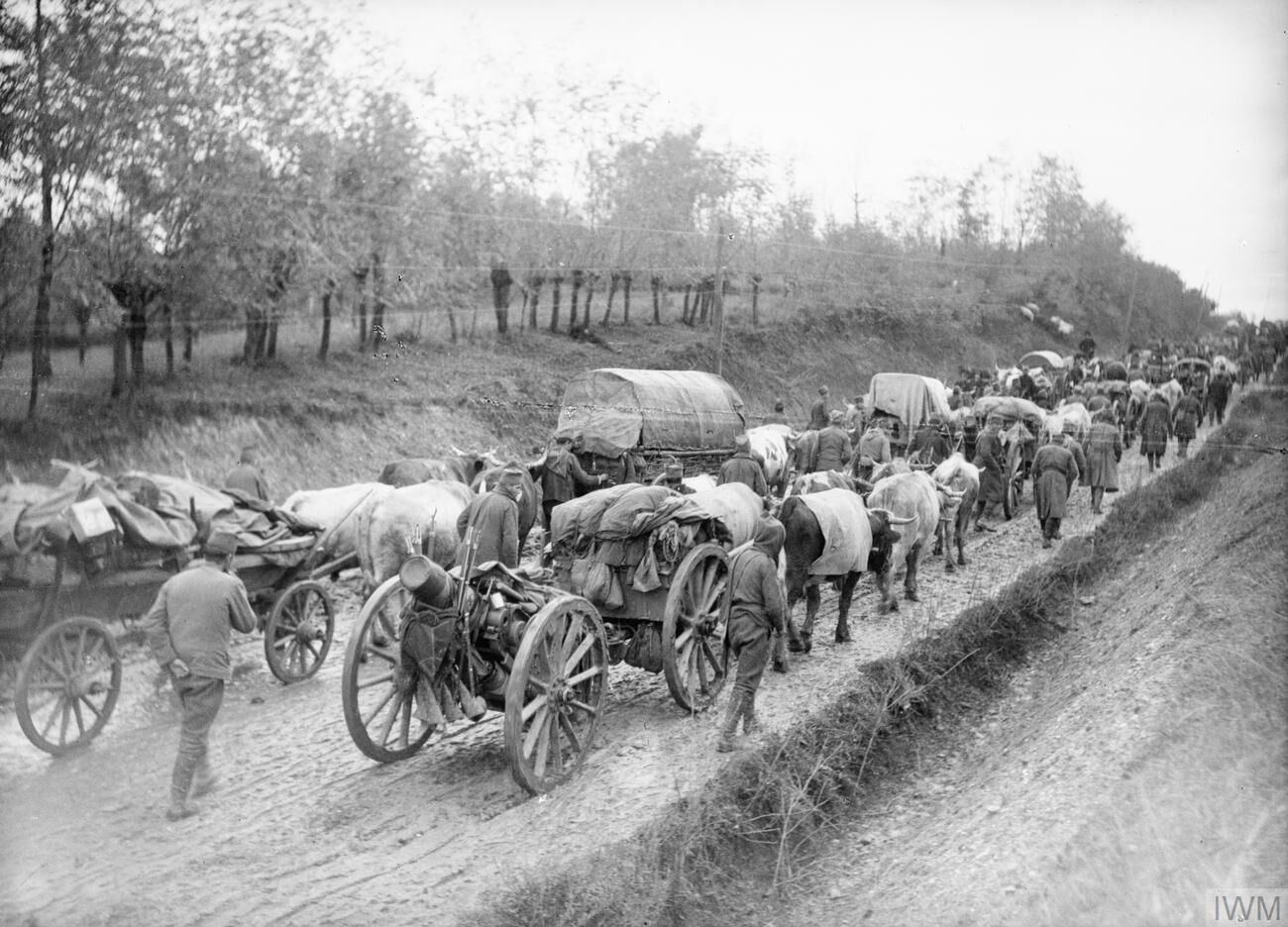
O exército sérvio em retirada, 1915

A Áustria-Hungria apoiou a ideia de uma Albânia independente, uma vez que isso impediria o acesso da Sérvia ao Mar Adriático controlado pela Áustria.  O sucesso da revolta albanesa em 1912 ameaçou as ambições sérvias de incorporação da "Velha Sérvia" ao seu domínio e expôs a fraqueza do Império Otomano. Isso levou à eclosão da Primeira Guerra Balcânica, com Sérvia, Montenegro, Bulgária e Grécia capturando a maior parte das possessões otomanas restantes na Europa. Disputas sobre a divisão destes resultaram na Segunda Guerra Balcânica, na qual a Bulgária foi completamente derrotada por seus antigos aliados.
Como resultado do Tratado de Bucareste de 1913, a Sérvia aumentou seu território em 100% e sua população em 64%.  Entretanto, agora enfrentava uma Áustria-Hungria hostil, uma Bulgária ressentida e resistência em seus territórios conquistados. A Alemanha também tinha ambições no Império Otomano, sendo a peça central a planejada ferrovia Berlim-Bagdá, com a Sérvia sendo a única seção não controlada por um estado pró-alemão.
O papel exato desempenhado pelas autoridades sérvias no assassinato do arquiduque Francisco Ferdinando ainda é debatido, mas, apesar de atender à maioria de suas exigências, a Áustria-Hungria invadiu em 28 de julho de 1914. Embora a Sérvia tenha repelido com sucesso o exército austro-húngaro em 1914, ela estava exausta pelas duas Guerras dos Bálcãs e incapaz de repor suas perdas de homens e equipamentos. Em 1915, a Bulgária se juntou às Potências Centrais e, no final do ano, um exército combinado búlgaro-austríaco-alemão ocupou a maior parte da Sérvia. Entre 1914 e 1918, a Sérvia sofreu as maiores perdas proporcionais de todos os combatentes, com mais de 25% de todos os mobilizados a tornarem-se vítimas; incluindo civis e mortes por doenças, mais de 1,2 milhões morreram, quase 30% de toda a população. 

### Reino da Bélgica
Em 1830, as províncias do sul dos Países Baixos se separaram para formar o Reino da Bélgica e sua independência foi confirmada pelo Tratado de Londres de 1839. O artigo VII do Tratado exigia que a Bélgica permanecesse perpetuamente neutra e comprometeu a Áustria, a França, a Alemanha e a Rússia a garantir isso contra a agressão de qualquer outro estado, incluindo os signatários. 

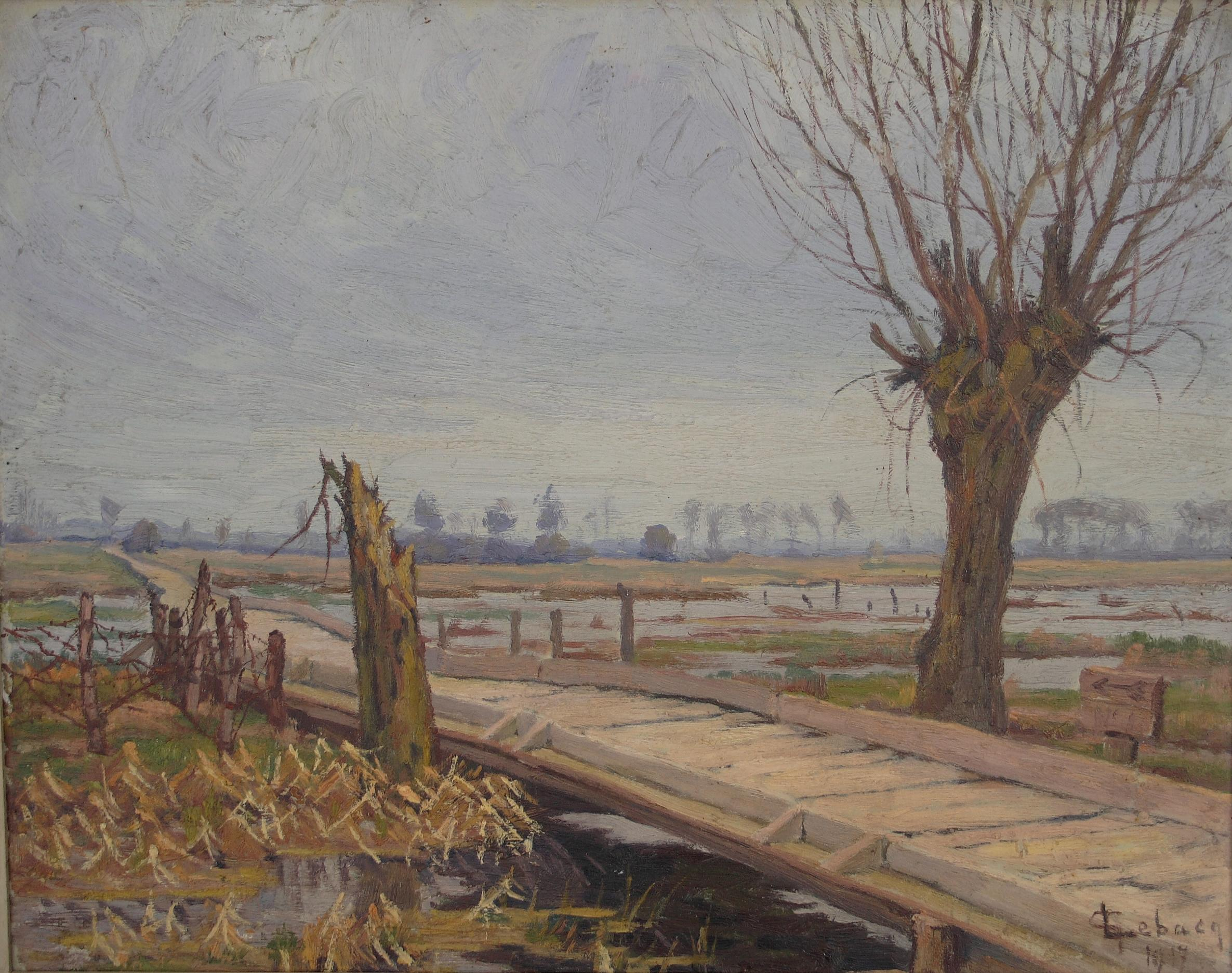
A Frente Yser, 1917 do artista belga Georges-Émile Lebacq

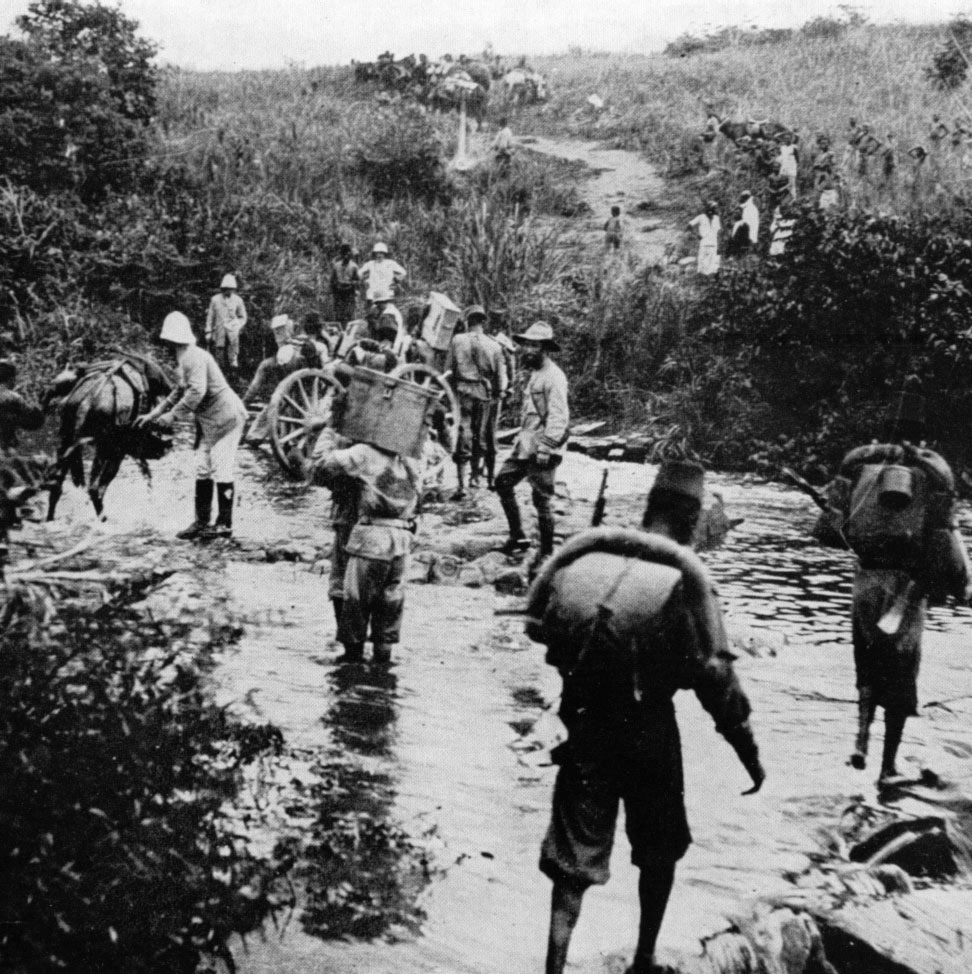
Tropas da Força Pública Belga Congolesa na África Oriental Alemã, 1916

Embora os militares franceses e alemães aceitassem que a Alemanha quase certamente violaria a neutralidade belga em caso de guerra, a extensão disso não estava clara. O Plano Schlieffen original exigia apenas uma incursão limitada nas Ardenas belgas, em vez de uma invasão em grande escala; em setembro de 1911, o Ministro dos Negócios Estrangeiros belga disse a um funcionário da Embaixada Britânica que não pediriam ajuda se os alemães se limitassem a isso.  Embora nem a Grã-Bretanha nem a França pudessem permitir que a Alemanha ocupasse a Bélgica sem oposição, uma recusa belga em pedir ajuda complicaria as coisas para o governo liberal britânico, que continha um elemento isolacionista significativo.
Entretanto, o principal objetivo alemão era evitar a guerra em duas frentes; a França precisava ser derrotada antes que a Rússia pudesse se mobilizar totalmente e dar tempo para que as forças alemãs fossem transferidas para o Leste. O crescimento da rede ferroviária russa e o aumento da velocidade de mobilização tornaram a vitória rápida sobre a França ainda mais importante; para acomodar as 170.000 tropas adicionais aprovadas pelo Projeto de Lei do Exército de 1913, a "incursão" tornou-se uma invasão em grande escala. Os alemães aceitaram o risco da intervenção britânica; tal como a maior parte da Europa, esperavam que fosse uma guerra curta, enquanto o seu embaixador em Londres afirmou que a guerra civil na Irlanda impediria a Grã-Bretanha de ajudar os seus parceiros da Entente. 
Em 3 de agosto, um ultimato alemão exigiu progresso desimpedido por qualquer parte da Bélgica, o que foi recusado. Na manhã de 4 de agosto, os alemães invadiram e o governo belga pediu ajuda britânica sob o Tratado de 1839; no final de 1914, mais de 95% do país estava ocupado, mas o Exército Belga manteve suas linhas na Frente Yser durante toda a guerra.
No Congo Belga, 25.000 soldados congoleses, mais cerca de 260.000 carregadores, juntaram-se às forças britânicas na Campanha da África Oriental de 1916.  Em 1917, eles controlavam a parte ocidental da África Oriental Alemã, que se tornaria o Mandato da Liga Belga das Nações de Ruanda-Urundi ou os atuais Ruanda e Burundi. 

### Reino da Grécia

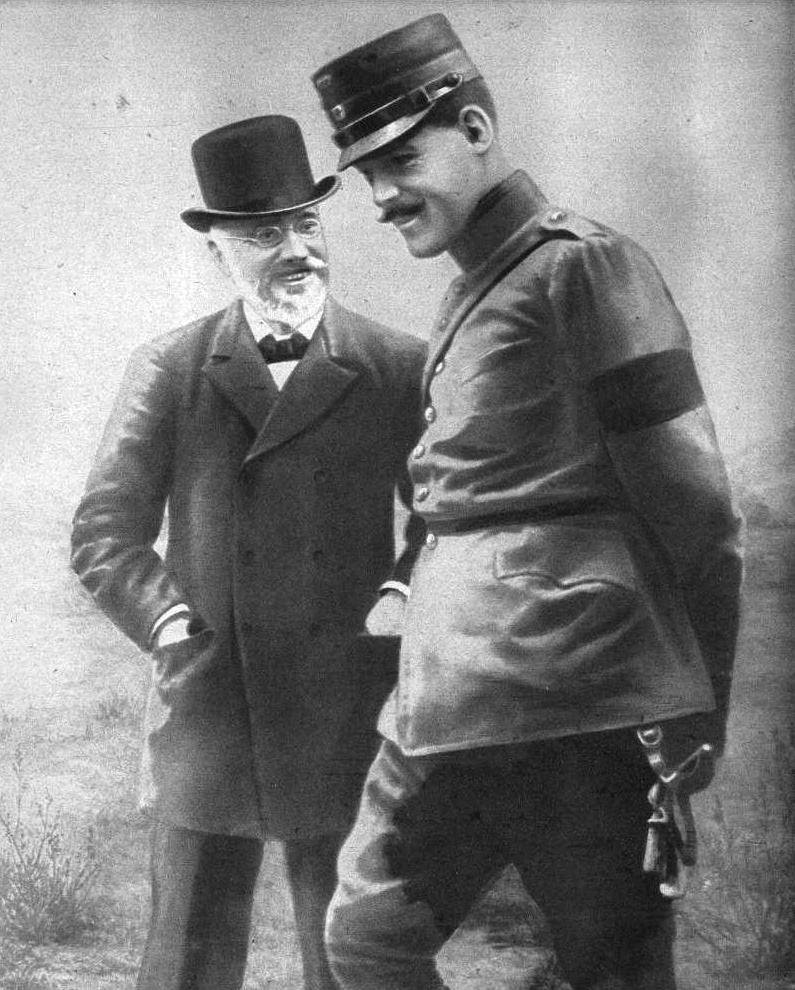
Elefthérios Venizélos com o Rei Constantino durante as Guerras dos Balcãs

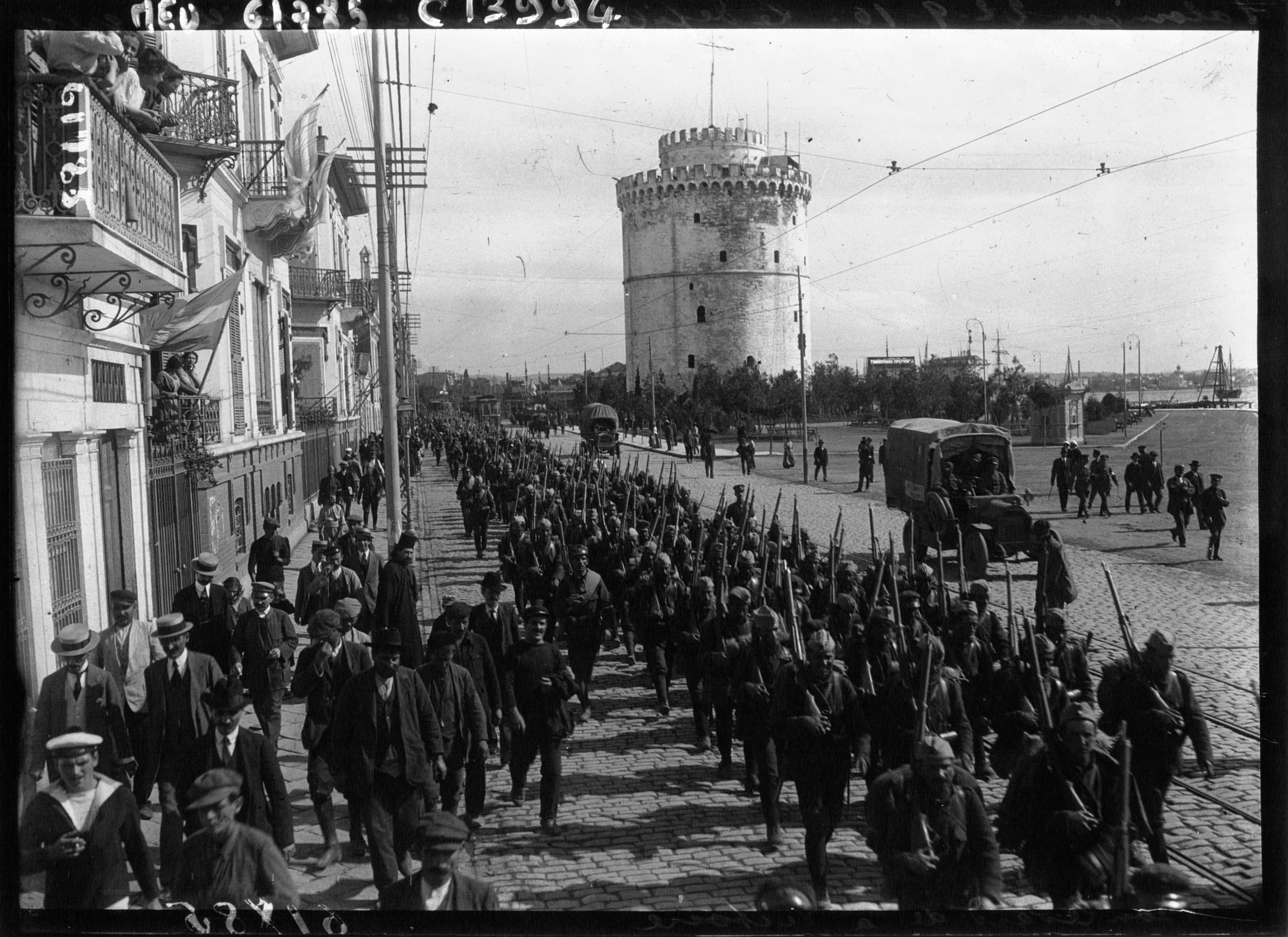
Uma unidade do Corpo do Exército de Defesa Nacional a caminho da frente em 1918

A Grécia quase dobrou de tamanho como resultado das Guerras Balcânicas de 1912 e 1913, mas o sucesso mascarou profundas divisões dentro da elite política. Em 1908, a ilha de Creta, formalmente parte do Império Otomano, mas administrada por autoridades gregas, declarou união com a Grécia, liderada pelo carismático nacionalista Elefthérios Venizélos. Um ano mais tarde, jovens oficiais do exército formaram a Liga Militar para defender uma política externa agressiva e expansionista; com o seu apoio, Venizelos obteve a maioria nas eleições parlamentares de 1910, seguidas de outra em 1912.  Ele efetivamente quebrou o poder da classe política pré-1910 e sua posição foi ainda mais fortalecida pelo sucesso nas Guerras dos Balcãs.
Em 1913, o monarca grego Jorge I foi assassinado; ele foi sucedido por seu filho Constantino, que frequentou a Universidade de Heidelberg, serviu em um regimento prussiano e se casou com Sofia da Prússia, irmã do imperador Guilherme II. Estas ligações e a crença de que as Potências Centrais venceriam a guerra combinaram-se para tornar Constantino pró-alemão.  O próprio Venizelos favoreceu a Entente, em parte devido à sua capacidade de bloquear as rotas comerciais marítimas necessárias para as importações gregas.

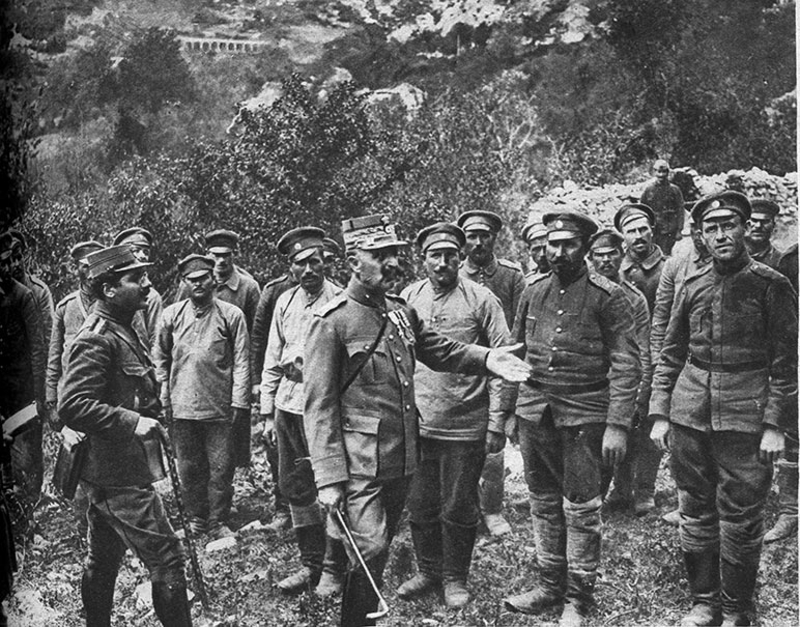
Coronel Nikolaos Christodoulou do Corpo do Exército de Defesa Nacional interrogando prisioneiros búlgaros, setembro de 1918

Outras questões que adicionaram complexidade a esta decisão incluíram disputas com a Bulgária e a Sérvia sobre as regiões da Trácia e da Macedônia, bem como o controle das Ilhas do Mar Egeu. A Grécia capturou a maioria das ilhas durante as Guerras dos Balcãs, mas a Itália ocupou o Dodecaneso em 1912 e não teve pressa em devolvê-las, enquanto os otomanos exigiam a devolução de muitas outras.  Em geral, a Tríplice Entente favoreceu a Grécia, a Tríplice Aliança apoiou os otomanos; a Grécia acabou conquistando a grande maioria, mas a Itália não cedeu o Dodecaneso até 1947, enquanto outros territórios permanecem em disputa até hoje.
Como resultado, a Grécia inicialmente permaneceu neutra, mas em março de 1915, a Entente ofereceu concessões para se juntar à campanha dos Dardanelos. As discussões sobre a aceitação levaram ao Cisma Nacional, com uma administração apoiada pela Entente sob Venizelos em Creta, e uma administração realista liderada por Constantino em Atenas que apoiou as Potências Centrais. 
Em setembro de 1915, a Bulgária se juntou às Potências Centrais; em outubro, Venizelos permitiu que as forças da Entente desembarcassem em Tessalônica ou Salônica para apoiar os sérvios, embora fosse tarde demais para evitar sua derrota. Em agosto de 1916, as tropas búlgaras avançaram para a Macedônia controlada pela Grécia e Constantino ordenou que o exército não resistisse; a raiva levou a um golpe e ele acabou sendo forçado ao exílio em junho de 1917. Um novo governo nacional sob Venizelos juntou-se à Entente, enquanto o Corpo do Exército de Defesa Nacional Grego lutou com os Aliados na Frente da Macedônia.

### Reino de Montenegro

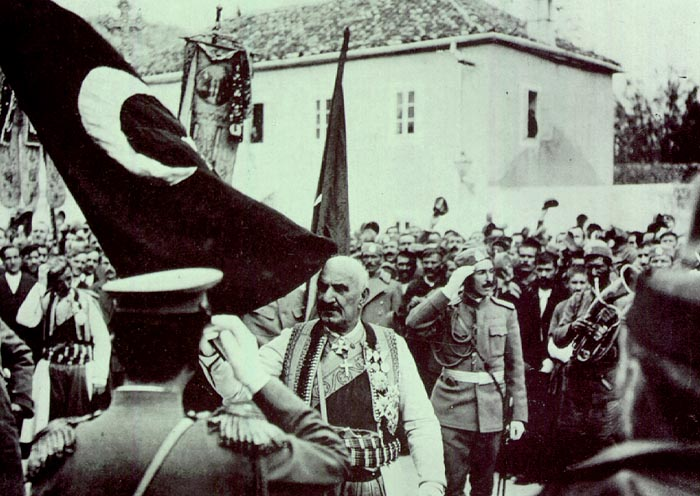
Nicolau I aceitando a rendição de Scutari, abril de 1913; o maior ganho de Montenegro na Guerra dos Balcãs, foi abandonado vários meses depois

Ao contrário da Sérvia, com quem compartilhava estreitas conexões culturais e políticas, o Reino de Montenegro ganhou pouco com sua participação nas Guerras Balcânicas de 1912-1913. A principal ofensiva montenegrina ocorreu na Albânia controlada pelos otomanos, onde sofreu pesadas perdas durante o cerco de Scutari, que durou sete meses. A Áustria-Hungria opôs-se ao controlo sérvio ou montenegrino da Albânia, uma vez que este fornecia acesso ao Mar Adriático; apesar da rendição de Scutari, Montenegro foi forçado a renunciar a ela pelo Tratado de Londres de 1913 e tornou-se capital do efêmero Principado da Albânia.  Esta foi em grande parte uma criação austríaca; o novo governante, Guilherme, Príncipe da Albânia, era um alemão que foi forçado ao exílio em setembro, apenas sete meses após assumir seu novo cargo e mais tarde serviu no Exército Imperial Alemão. 

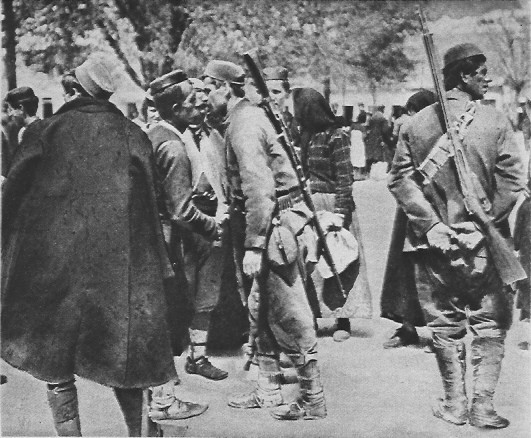
Soldados montenegrinos partindo para a frente, outubro de 1914

Além da falta de ganhos substanciais nas Guerras dos Bálcãs, houve divisões internas de longa data entre aqueles que, como Nicolau I, preferiam um Montenegro independente e aqueles que defendiam a união com a Sérvia. Em Julho de 1914, Montenegro não estava apenas militar e economicamente exausto, mas também enfrentava uma infinidade de questões políticas, económicas e sociais. 
Em reuniões realizadas em março de 1914, a Áustria-Hungria e a Alemanha concordaram que a união com a Sérvia deveria ser impedida; Montenegro poderia permanecer independente ou ser dividido, com suas áreas costeiras se tornando parte da Albânia, enquanto o resto poderia se juntar à Sérvia. 
Nicolau considerou seriamente a neutralidade como uma forma de preservar sua dinastia e, em 31 de julho, notificou o embaixador russo que Montenegro só responderia a um ataque austríaco. Ele também manteve discussões com a Áustria, propondo neutralidade ou mesmo apoio activo em troca de concessões territoriais na Albânia. 
No entanto, os laços estreitos entre os militares sérvios e montenegrinos, bem como o sentimento popular, significavam que havia pouco apoio para permanecer neutro, especialmente depois que a Rússia entrou na guerra; em 1º de agosto, a Assembleia Nacional declarou guerra à Áustria-Hungria em cumprimento às suas obrigações com a Sérvia. Após algum sucesso inicial, em janeiro de 1916, o Exército Montenegrino foi forçado a se render a uma força austro-húngara.

### Sultanato de Beda
O Sultanato de Beda foi invadido pelas forças otomanas em fevereiro de 1915 e março de 1916.  A Grã-Bretanha ajudou o Sultanato de Beda a derrotar as invasões otomanas, enviando armas e munições. 

### Emirado Idrissida de Asir
O Emirado Idrissida de Asir participou da Revolta Árabe. Seu emir, Muhammad ibn Ali al-Idrisi, assinou um acordo com os britânicos e juntou-se aos Aliados em maio de 1915. 

### Emirado do Négede e Hasa
O Emirado do Négede e Hasa lançou uma ofensiva fracassada contra o Emirado de Jabal Xamar, alinhado aos otomanos, em janeiro de 1915. Concordou então em entrar na guerra como aliado da Grã-Bretanha no Tratado de Darin, em 26 de dezembro de 1915. 

### Reino da Romênia

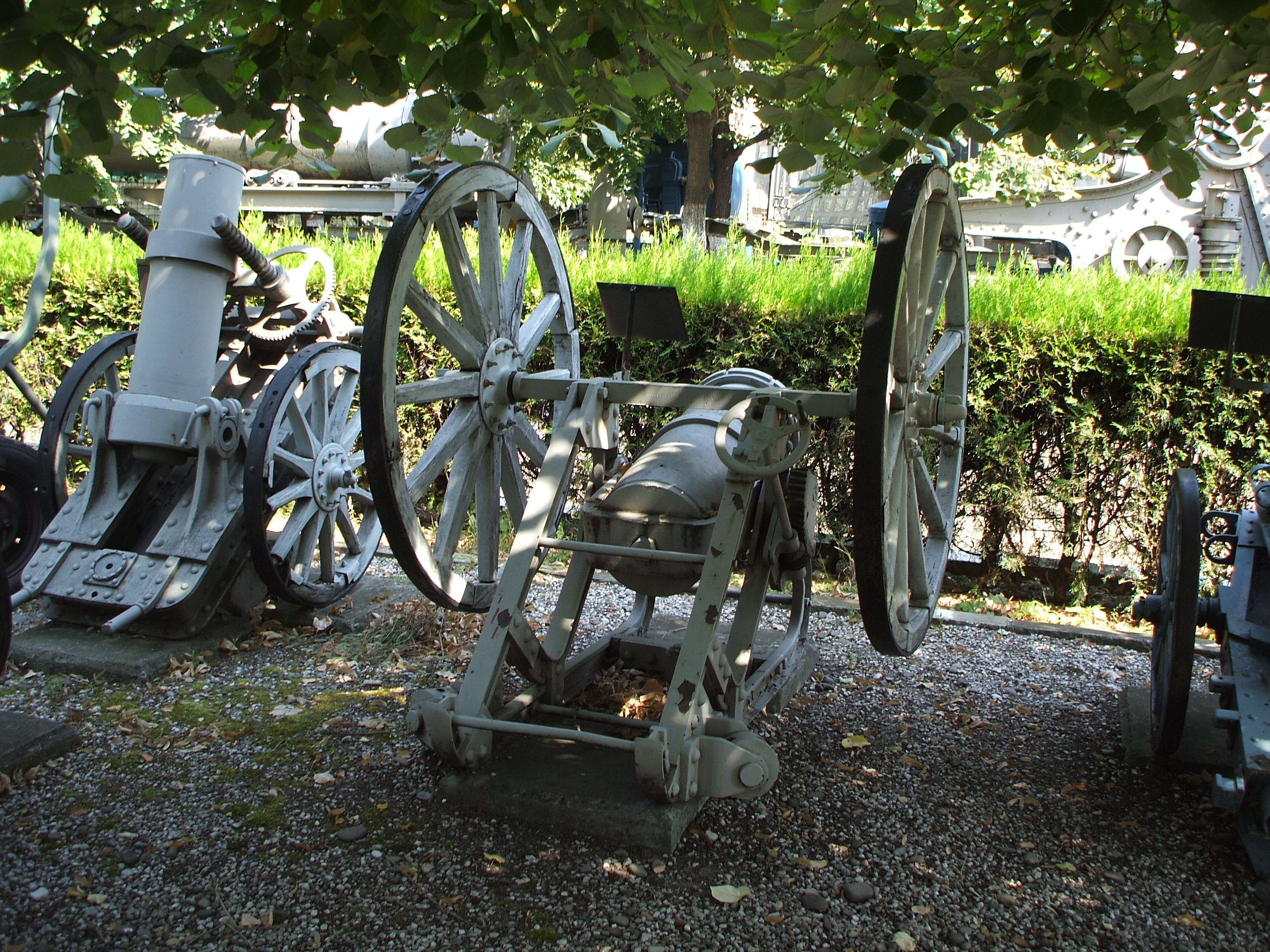
Morteiro romeno de 250 mm Negrei modelo 1916 no Museu Militar Nacional

O status de igualdade com as principais potências da Entente foi uma das principais condições para a entrada da Romênia na Guerra. As Potências reconheceram oficialmente este estatuto através do Tratado de Bucareste de 1916.  A Roménia lutou em três das quatro frentes europeias: Oriental, Balcânica e Italiana, mobilizando no total mais de 1.200.000 soldados. 

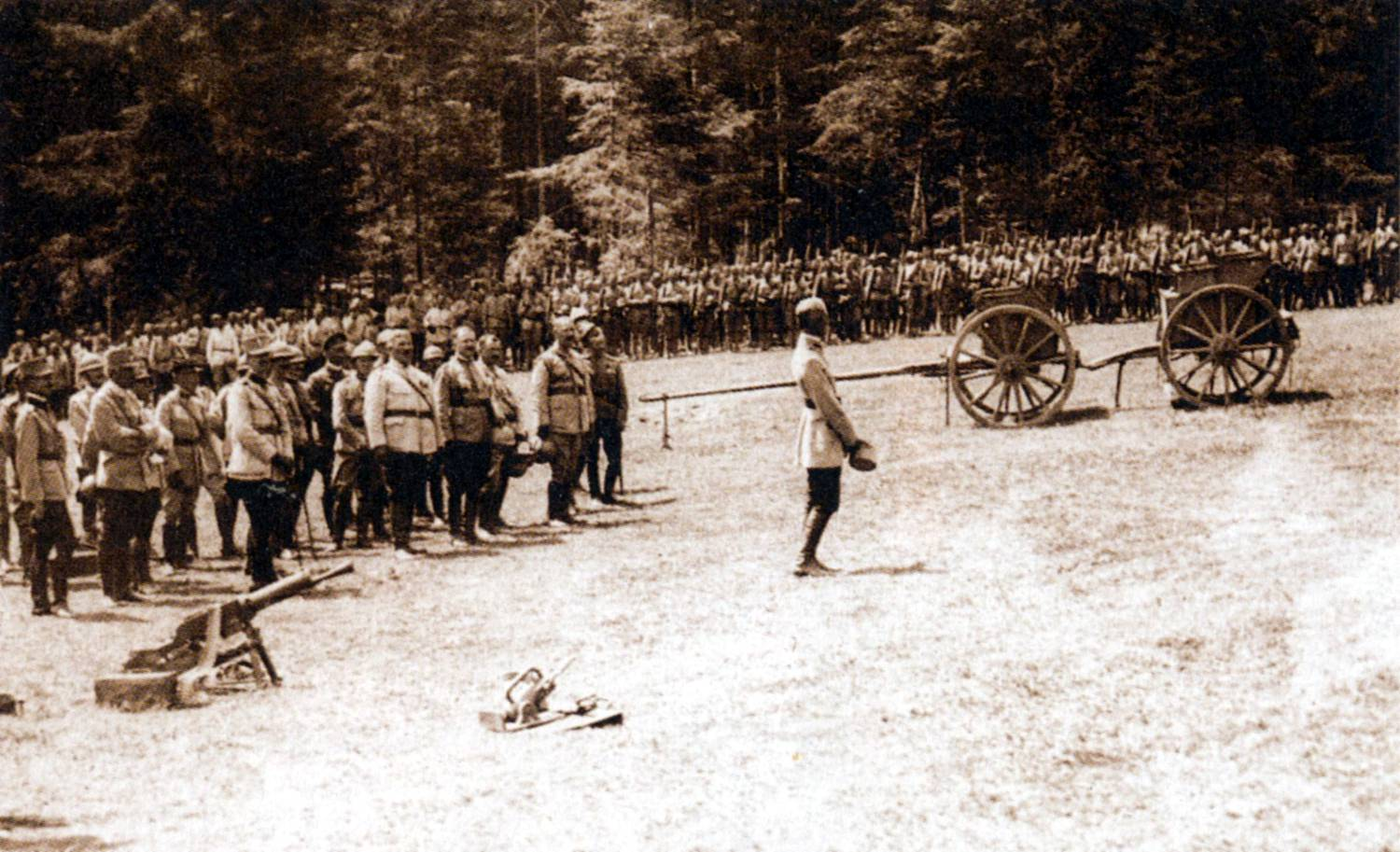
Tropas romenas em Mărășești

A indústria militar romena estava principalmente focada em converter diversos canhões de fortificação em artilharia de campo e antiaérea. Até 334 canhões alemães Fahrpanzer de 53 mm, 93 canhões franceses Hotchkiss de 57 mm, 66 canhões Krupp de 150 mm e dezenas de outros canhões de 210 mm foram montados em carretilhas construídas na Romênia e transformados em artilharia móvel de campo. Além disso, 45 canhões Krupp de 75 mm e 132 canhões Hotchkiss de 57 mm foram convertidos em artilharia antiaérea. Os romenos também modernizaram 120 obuses Krupp alemães de 105 mm, resultando no obus de campo mais eficaz da Europa naquela época. A Romênia conseguiu ainda projetar e construir do zero seu próprio modelo de morteiro, o Negrei de 250 mm, Modelo 1916. 
Outros ativos tecnológicos romenos incluem a construção do Vlaicu III, a primeira aeronave do mundo feita de metal.  A Marinha Romena possuía os maiores navios de guerra no Danúbio. Eles eram uma classe de quatro monitores de rio, construídos localmente no estaleiro Galați usando peças fabricadas na Áustria-Hungria. O primeiro lançado foi Lascăr Catargiu, em 1907.   Os monitores romenos tinham um deslocamento de quase 700 toneladas e estavam armados com três canhões navais de 120 mm em três torres, dois obuses navais de 120 mm, quatro canhões antiaéreos de 47 mm e duas metralhadoras de 6,5 mm.  Os monitores participaram da Batalha de Turtucaia e da Primeira Batalha de Cobadin. O obuseiro Schneider de 150 mm, Modelo 1912, de design romeno, foi considerado um dos canhões de campanha mais modernos da Frente Ocidental. 
A entrada da Romênia na guerra em agosto de 1916 provocou grandes mudanças para os alemães. O general Erich von Falkenhayn foi demitido e enviado para comandar as forças das Potências Centrais na Romênia, o que permitiu a ascensão subsequente de Hindenburg ao poder.  Devido à necessidade de lutar contra todas as Potências Centrais na frente mais longa da Europa (1.600km) e com pouca ajuda estrangeira (apenas 50.000 russos ajudaram 650.000 romenos em 1916),  a capital romena foi conquistada em dezembro. O Vlaicu III também foi capturado e enviado para a Alemanha, sendo visto pela última vez em 1942.  A administração romena estabeleceu uma nova capital em Iaşi e continuou a lutar ao lado dos Aliados em 1917.  Apesar de ter sido relativamente curta, a campanha romena de 1916 proporcionou um alívio considerável aos Aliados Ocidentais, uma vez que os alemães cessaram todas as suas outras operações ofensivas para lidar com a Roménia.  Depois de sofrer uma derrota tática contra os romenos (auxiliados pelos russos) em julho de 1917 em Mărăști, as Potências Centrais lançaram dois contra-ataques, em Mărășești e Oituz. A ofensiva alemã em Mărășești foi derrotada com firmeza, com os prisioneiros alemães a dizerem mais tarde aos seus captores romenos que as baixas alemãs foram extremamente pesadas e que "não tinham encontrado uma resistência tão forte desde as batalhas de Somme e Verdun".  A ofensiva austro-húngara em Oituz também falhou. Em 22 de setembro, o monitor fluvial austro-húngaro da classe Enns, SMS Inn, foi afundado por uma mina romena perto de Brăila.   Depois que a Rússia assinou o Tratado de Brest-Litovsk e saiu da guerra, a Romênia ficou cercada pelas Potências Centrais e acabou assinando um tratado semelhante em 7 de maio de 1918. Apesar de ter sido forçada a ceder terras à Áustria-Hungria e à Bulgária, a Romênia acabou tendo um ganho líquido de território devido à União com a Bessarábia. Em 10 de novembro, a Romênia voltou a entrar na guerra e travou uma guerra com a Hungria que durou até agosto de 1919.

### República dos Estados Unidos do Brasil

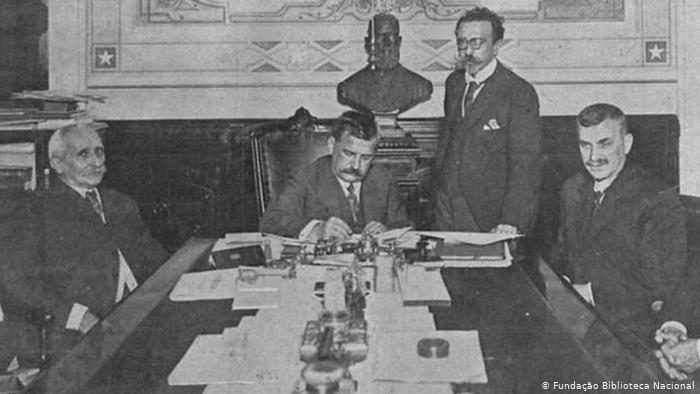
O presidente Venceslau Brás declara guerra contra o Império Alemão e seus aliados. Ao seu lado, Nilo Peçanha e Delfim Moreira

O Brasil manteve-se inicialmente neutro na Primeira Guerra Mundial, buscando não restringir os seus produtos exportados na época, principalmente o café. Em outubro de 1917, após diversos ataques alemães a embarcações brasileiras, o governo do Rio de Janeiro declarou guerra à Alemanha. O chanceler brasileiro Lauro Müller, de ascendência alemã, havia renunciado pouco antes, sob pressão de manifestações populares e ataques a instituições das comunidades imigrantes germânicas estabelecidas no país. 
O Brasil foi o único país latino-americano que participou da Primeira Guerra Mundial. Ao término do conflito, participou da Conferência de Versalhes e foi indenizado pelas perdas que teve durante a guerra. A Primeira República Brasileira enviou a Divisão Naval em Operações de Guerra que se juntou à frota britânica em Gibraltar e fez o primeiro esforço naval brasileiro em águas internacionais. Em cumprimento aos compromissos assumidos na Conferência Interamericana, realizada em Paris de 20 de novembro a 3 de dezembro de 1917, o Governo brasileiro enviou uma missão médica composta por cirurgiões civis e militares para trabalhar em hospitais de campanha do teatro europeu, um contingente de sargentos e oficiais para servir no Exército Francês; aviadores do Exército e da Marinha para se juntarem à Força Aérea Real, e o emprego de parte da Frota, principalmente na guerra antissubmarina. 

### República Portuguesa

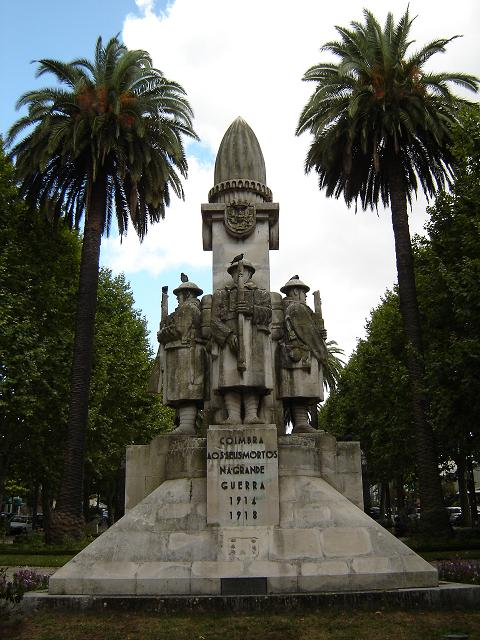
Monumento aos mortos da Primeira Guerra Mundial, em Coimbra, Portugal

Portugal participou no primeiro conflito mundial ao lado da Tríplice Entente, o que estava de acordo com as orientações da República ainda recentemente instaurada. 
Em março de 1916, apesar das tentativas da Inglaterra para que Portugal não se envolvesse no conflito, o antigo aliado português decidiu pedir ao estado português o apresamento de todos os navios germânicos na costa lusitana. Esta atitude justificou a declaração oficial de guerra de Portugal em relação à Alemanha e aos seus aliados, a 9 de março de 1916 (apesar dos combates em África desde 1914). 
Em 1917, as primeiras tropas portuguesas, do Corpo Expedicionário Português, seguiam para a guerra na Europa, em direção à Flandres. Portugal envolveu-se, depois, em combates em França. 
Neste esforço de guerra, chegaram a estar mobilizados quase 200 mil homens. As perdas atingiram quase 10 mil mortos e milhares de feridos, além de custos económicos e sociais gravemente superiores à capacidade nacional. Os objetivos que levaram os responsáveis políticos portugueses a entrar na guerra saíram gorados na sua totalidade. A unidade nacional não seria conseguida por este meio e a instabilidade política acentuar-se-ia até à queda do regime democrático em 1926. 

## Co-beligerantes: Estados Unidos

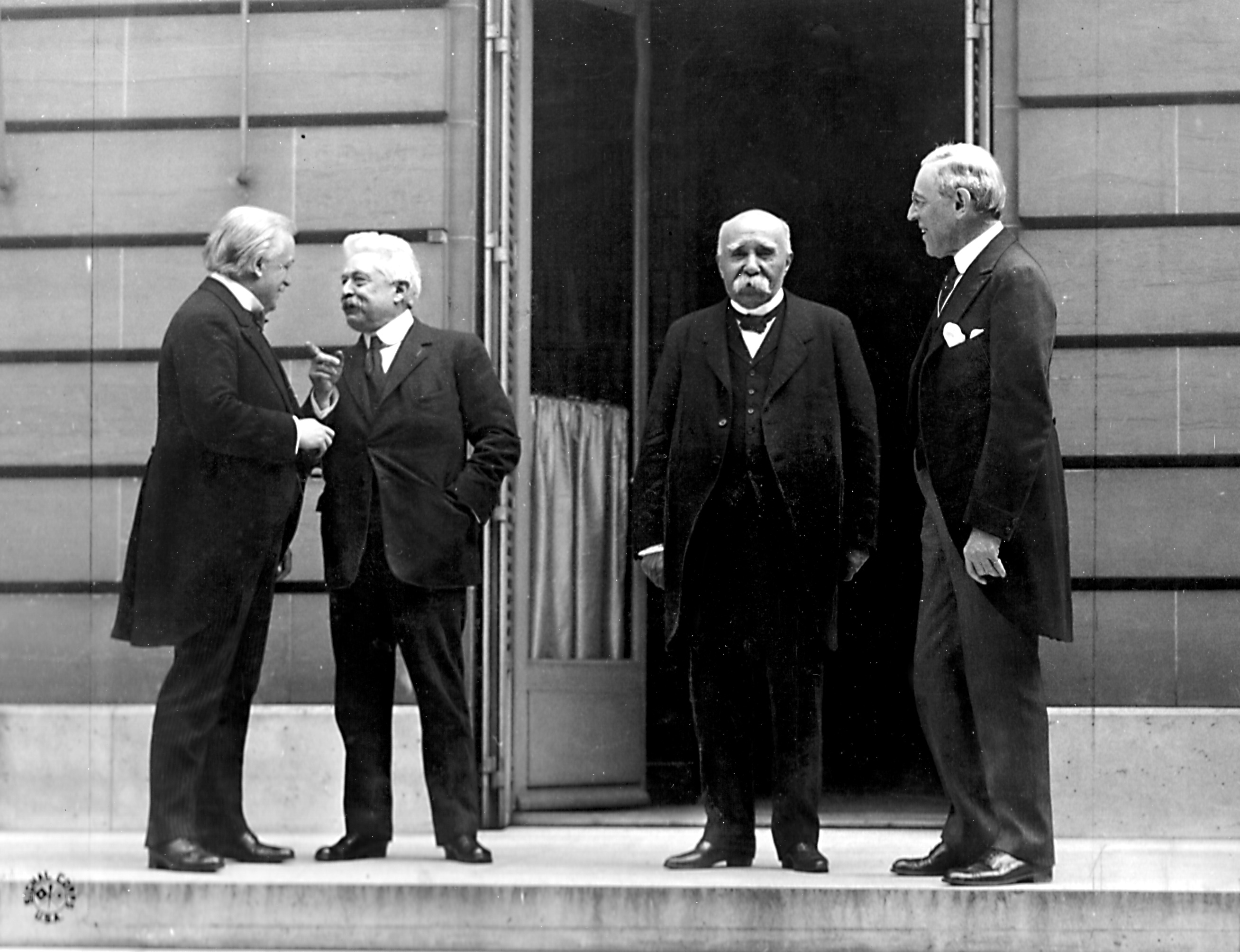
O Conselho dos Quatro (da esquerda para a direita): David Lloyd George, Vittorio Emanuele Orlando, Georges Clemenceau e Woodrow Wilson em Versalhes, 1919

Os Estados Unidos declararam guerra à Alemanha em abril de 1917, alegando que a Alemanha violou a neutralidade dos EUA ao atacar o transporte marítimo internacional com sua campanha irrestrita de guerra submarina.  O Telegrama Zimmermann, conectado remotamente, do mesmo período, no qual os alemães prometeram ajudar o México a recuperar parte de seu território perdido para os EUA quase sete décadas antes, caso os Estados Unidos entrassem na guerra, também foi um fator contribuinte. Os EUA entraram na guerra como uma “potência associada”, em vez de um aliado formal da França e do Reino Unido, a fim de evitar “envolvimentos estrangeiros”.  Embora o Império Otomano e a Bulgária tenham rompido relações com os Estados Unidos, nenhum deles declarou guerra,  nem a Áustria-Hungria. Por fim, porém, os Estados Unidos também declararam guerra à Áustria-Hungria em dezembro de 1917, principalmente para ajudar a Itália, que estava em dificuldades.

## Outros combatentes
Três combatentes não pertencentes à nenhum Estado, que lutaram voluntariamente com os Aliados e se separaram dos estados constituintes das Potências Centrais no final da guerra, foram autorizados a participar como nações vencedoras dos tratados de paz: 
- Irregulares e voluntários armênios: separou-se do Império Russo após a Revolução Russa e lutou contra o Império Otomano. [101]
- Voluntários assírios sob Mar Shimun XIX Benyamin e os chefes tribais assírios decidiram ficar do lado dos Aliados, primeiro da Rússia e depois dos britânicos, na esperança de que pudessem garantir, após a vitória, o autogoverno para os assírios.[102] Os franceses também aderiram à aliança com os assírios, oferecendo-lhes 20.000 rifles, e o exército assírio cresceu para 20.000 homens co-liderados por Agha Petros da tribo Bit-Bazi, e  Malik Khoshaba of the Bit-Tiyari tribe.[103][104]
- Legiões Polonesas
- Legiões Checoslovacas: armados pela França, Itália e Rússia

Além disso, também houve várias rebeliões curdas durante a Primeira Guerra Mundial. A maioria delas, exceto as revoltas de agosto de 1917, não foram apoiadas por nenhuma das potências aliadas. 

## Líderes

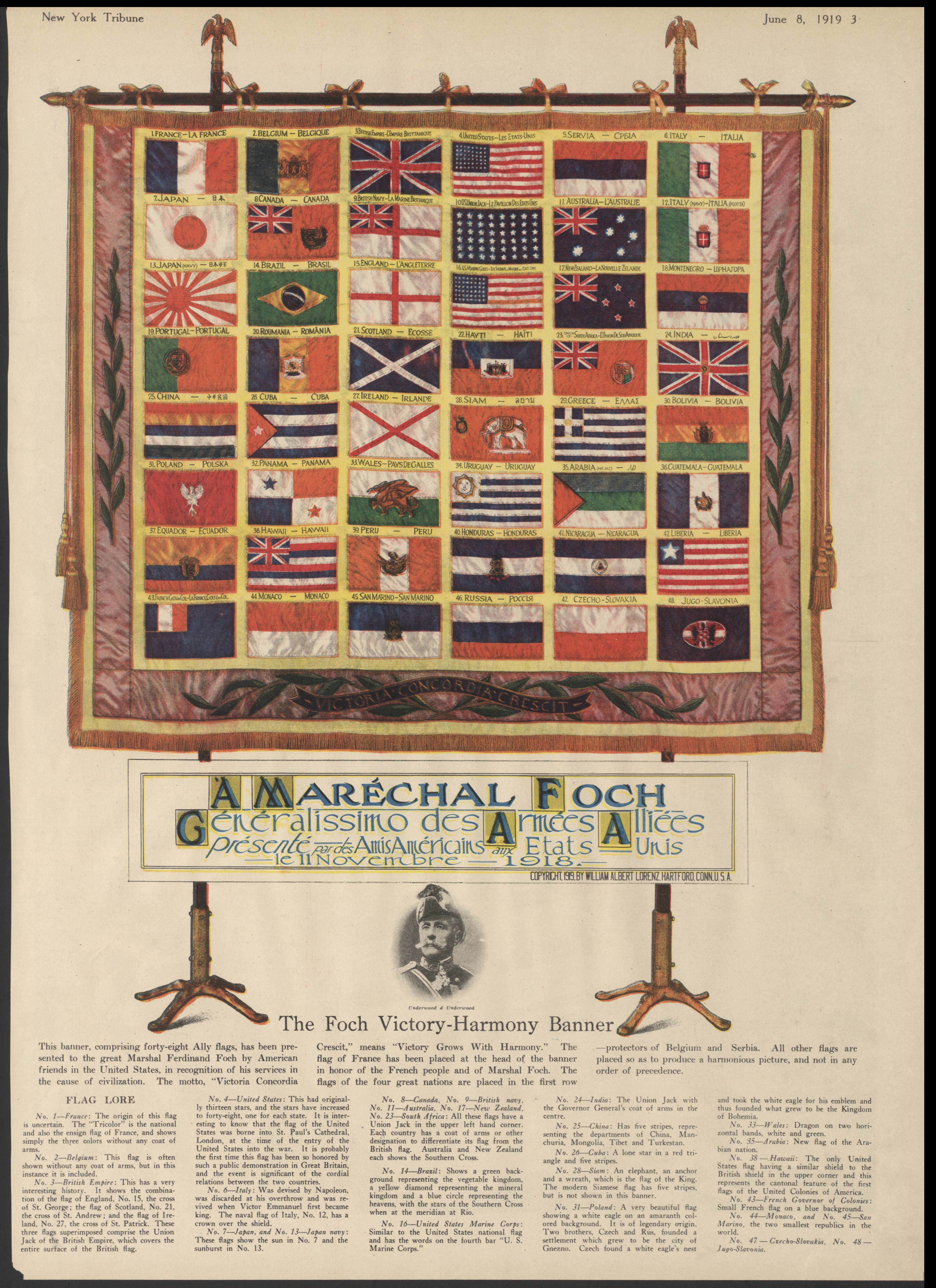
Bandeira da Vitória-Harmonia do Marechal Foch

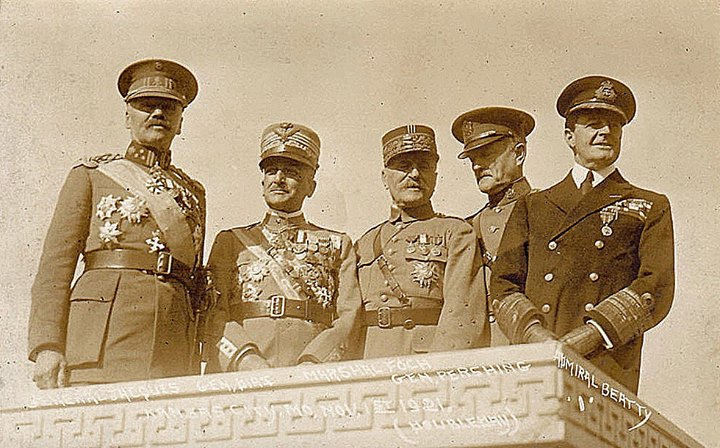
Líderes militares da Primeira Guerra Mundial: Jules Jacques de Dixmude (Bélgica), Armando Diaz (Itália), Ferdinand Foch (França), John Pershing (Estados Unidos) e David Beatty (Reino Unido)

### Reino da Sérvia
- Pedro I – Rei da Sérvia
- Príncipe Herdeiro Alexandre – Regente, Comandante-em-chefe
- Nikola Pašić – Primeiro-Ministro da Sérvia
- Marechal de Campo Radomir Putnik – Chefe do Estado-Maior do Exército Sérvio (1914–1915)
- General/Marechal de Campo Živojin Mišić – Vice-Chefe do Estado-Maior (1914), Comandante do Primeiro Exército (1914–1915; 1917), mais tarde Chefe do Estado-Maior (1918)
- General/Marechal de Campo Petar Bojović – Comandante do Primeiro Exército (1914), Vice-Chefe do Estado-Maior (1915–1916), Chefe do Estado-Maior (1916–1917) mais tarde Comandante do Primeiro Exército (1918)
- General/Marechal de Campo Stepa Stepanović – Comandante do Segundo Exército (1914–1918)
- General Pavle Jurišić Šturm – Comandante do Terceiro Exército (1914–1916)
- Coronel Dušan Stefanović [sr] – Ministro da Guerra (1914)
- Coronel Radivoje Bojović [sr] – Ministro da Guerra (1914–1915)
- Coronel/General Božidar Terzić [sr] – Ministro da Guerra (1915–1918)
- General Mihailo Rašić – Ministro da Guerra (1918)
- General/Marechal de Campo Miloš Vasić – Comandante do Primeiro Exército (1916; 1917), Comandante do Terceiro Exército (1916)

### Reino de Montenegro
- Nicolau I – Rei de Montenegro, Comandante-em-Chefe
- General Serdar Janko Vukotić - Primeiro-ministro, Comandante do 1º Exército Montenegrino
- General Božidar Janković – Chefe do Estado-Maior General do Exército Montenegrino (1914–1915)
- Coronel Petar Pešić – Vice-Chefe do Estado-Maior do Exército Montenegrino (1914–1915), mais tarde Chefe do Estado-Maior do Exército Montenegrino (1915–1916)
- Príncipe Herdeiro Daneil II Petrović-Njegoš – no Estado-Maior do 1º Exército Montenegrino
- Brigadeiro Krsto Popović – no Estado-Maior do 1º Exército Montenegrino, ajudante de campo de Serdar Janko Vukotić
- General Anto Gvozdenović - ajudante de campo do rei
- General Mitar Martinović – comandante de vários destacamentos no Exército Montenegrino (destacamentos de Drina e Herzegovina juntos em 1914–1915, destacamento de Kotor em 1916)

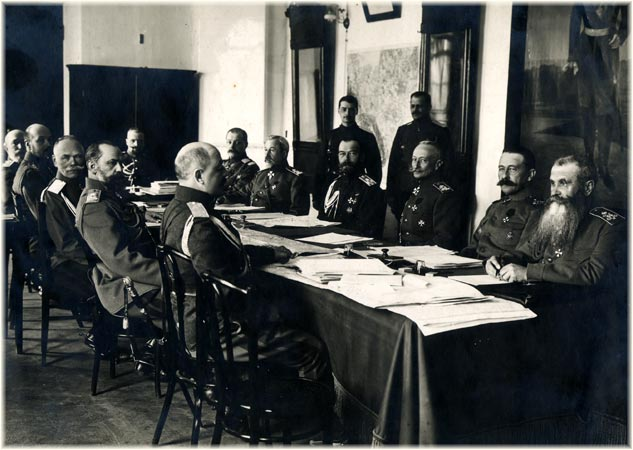
Reunião do Alto Comando Russo

### Império Russo (1914–1917)
- Nicolau II – Imperador Russo, Rei da Polônia e Grão-Duque da Finlândia (até 15 de março de 1917)
- Grão-duque Nicolau Nikolaevich – Comandante-em-chefe (1 de agosto de 1914 – 5 de setembro de 1916) e vice-rei no Cáucaso
- Ivan Goremykin – Presidentes do Conselho de Ministros do Império Russo (1 de agosto de 1914 – 2 de fevereiro de 1916)
- Boris Stürmer – Presidentes do Conselho de Ministros do Império Russo (2 de fevereiro de 1916 – 23 de novembro de 1916)
- Alexander Trepov – Presidentes do Conselho de Ministros do Império Russo (23 de novembro de 1916 – 27 de dezembro de 1916)
- Nikolai Golitsyn – Presidentes do Conselho de Ministros do Império Russo (27 de dezembro de 1916 – 9 de janeiro de 1917)
- General da Cavalaria Alexander Samsonov – Comandante do Segundo Exército Russo para a invasão da Prússia Oriental (1 de agosto de 1914 – 29 de agosto de 1914)
- General da Cavalaria Paul von Rennenkampf – Comandante do Primeiro Exército Russo para a invasão da Prússia Oriental (1 de agosto de 1914 – novembro de 1914)
- General de Artilharia Nikolay Ivanov – Comandante do Exército Russo na Frente Sudoeste, (1 de agosto de 1914 – março de 1916) responsável por grande parte da ação na GalíciaAleksei Brusilov em Rivne, província da Volínia, 1915

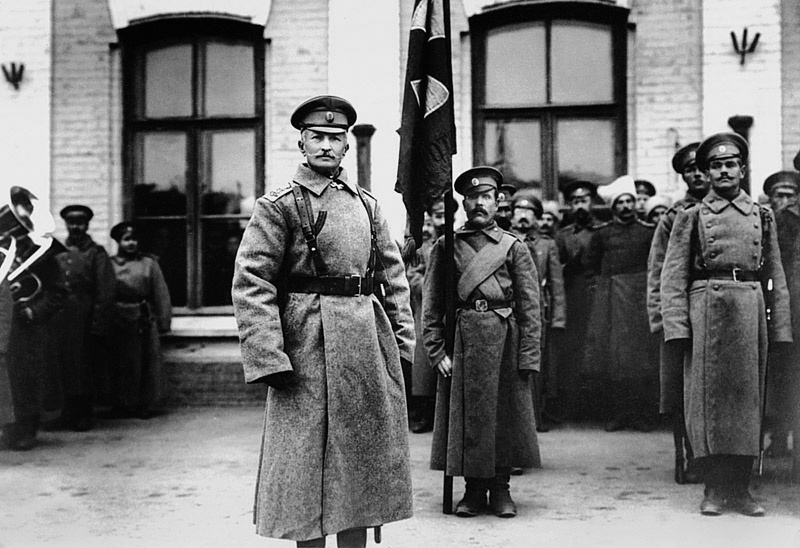
Aleksei Brusilov em Rivne, província da Volínia, 1915

- Ajudante Geral Aleksei Brusilov – Comandante da Frente Sudoeste, então Comandante-em-Chefe provisório após a abdicação do Czar (fevereiro de 1917 – agosto de 1917)
- General de Infantaria Lavr Georgievich Kornilov – Comandante da Frente Sudoeste, então Comandante-em-Chefe (agosto de 1917)
- General de Infantaria Aleksey Kuropatkin – Comandante da Frente Norte (outubro de 1915 – 1917)
- General de Infantaria Nikolai Yudenich – Comandante do Cáucaso (janeiro de 1915 – maio de 1917)
- Almirante Andrei Eberhardt – Comandante da Frota do Mar Negro (1914–1916)
- Almirante Alexander Kolchak – Comandante da Frota do Mar Negro (1916–1917)
- Almirante Nikolai Essen – Comandante da Frota do Báltico (1913 – maio de 1915)

### Reino da Bélgica
- Alberto I da Bélgica – Rei dos Belgas (23 de dezembro de 1909 – 17 de fevereiro de 1934) e Comandante-em-Chefe do Exército Belga
- Charles de Broqueville – Primeiro-ministro (1912–1918); substituído por Gérard Cooreman em junho de 1918, pouco antes do fim da guerra.
- Félix Wielemans – Chefe do Estado-Maior do Exército Belga
- Gérard Leman – General comandante da defesa de Liège
- Charles Tombeur – comandante da Force Publique colonial no teatro da África Oriental

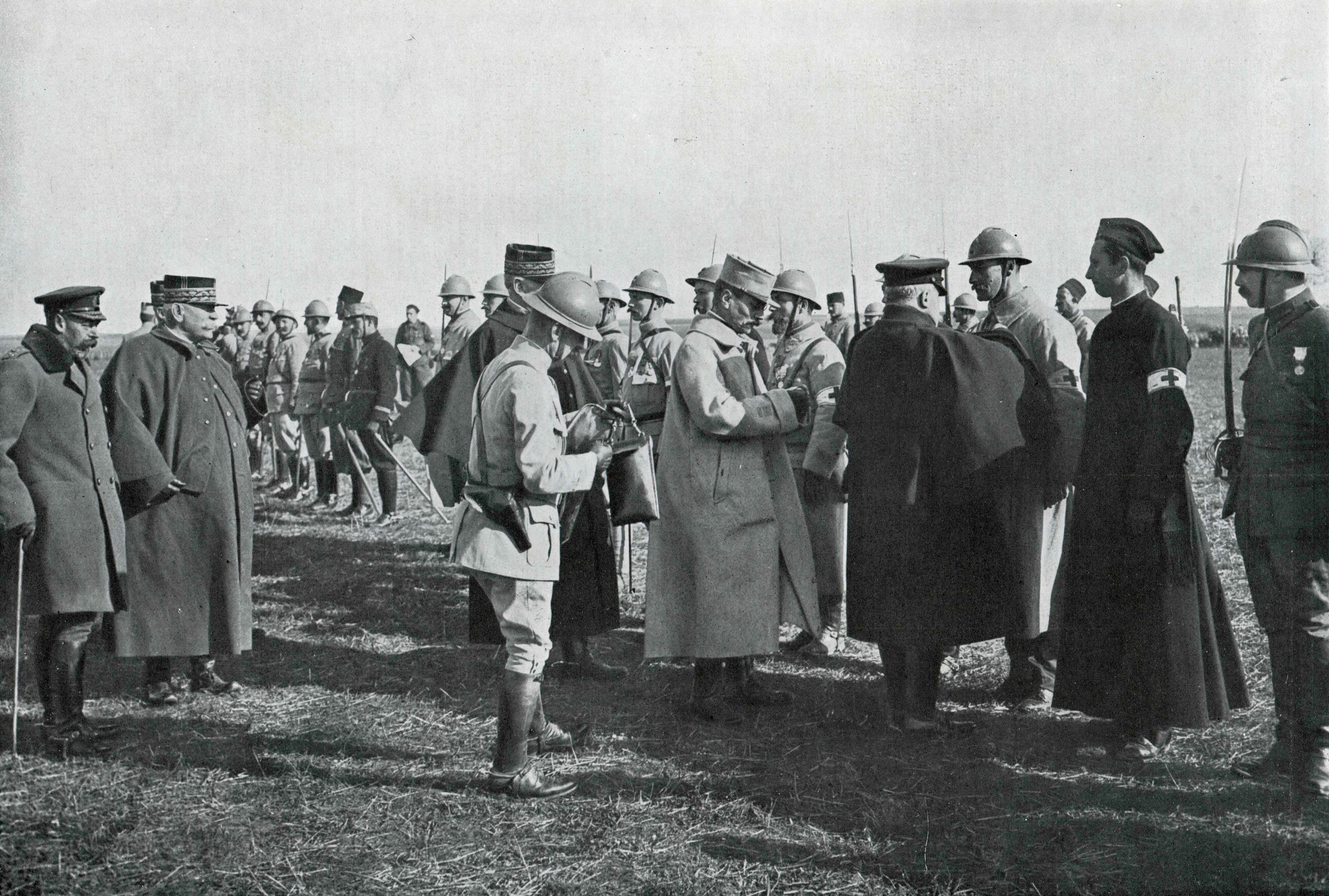
Presidente Raymond Poincaré e Rei Jorge V do Reino Unido, 1915

### República Francesa
- Raymond Poincaré – Presidente da França
- René Viviani – Primeiro-ministro da França (13 de junho de 1914 – 29 de outubro de 1915)
- Aristide Briand – Primeiro-ministro da França (29 de outubro de 1915 – 20 de março de 1917)
- Alexandre Ribot – Primeiro-ministro da França (20 de março de 1917 – 12 de setembro de 1917)
- Paul Painlevé – Primeiro Ministro da França (12 de setembro de 1917 – 16 de novembro de 1917)
- Georges Clemenceau – Primeiro-ministro da França (a partir de 16 de novembro de 1917)
- General de Divisão/Marechal Joseph Joffre – Comandante-em-Chefe do Exército Francês (3 de agosto de 1914 – 13 de dezembro de 1916)
- General de Divisão Robert Nivelle – Comandante-em-Chefe do Exército Francês (13 de dezembro de 1916 – abril de 1917)
- General de Divisão/Marechal Philippe Pétain – Comandante-em-Chefe do Exército Francês (Abril de 1917 – 11 de novembro de 1918)
- General de Divisão/Marechal Ferdinand Foch – Comandante Supremo Aliado (26 de março de 1918 – 11 de novembro de 1918)
- General de divisão Maurice Sarrail – Comandante dos exércitos aliados na frente de Salônica (1915–1917)
- General do Exército Adolphe Guillaumat – Comandante dos exércitos aliados na frente de Salônica (1917–1918)
- General de Divisão/Marechal Louis Franchet d'Espèrey – Comandante dos exércitos aliados na frente de Salônica (1918)
- Brigadeiro General Milan Rastislav Štefánik - general do Exército Francês, Comandante das Legiões da Checoslováquia

### Grã-Bretanha e Império Britânico

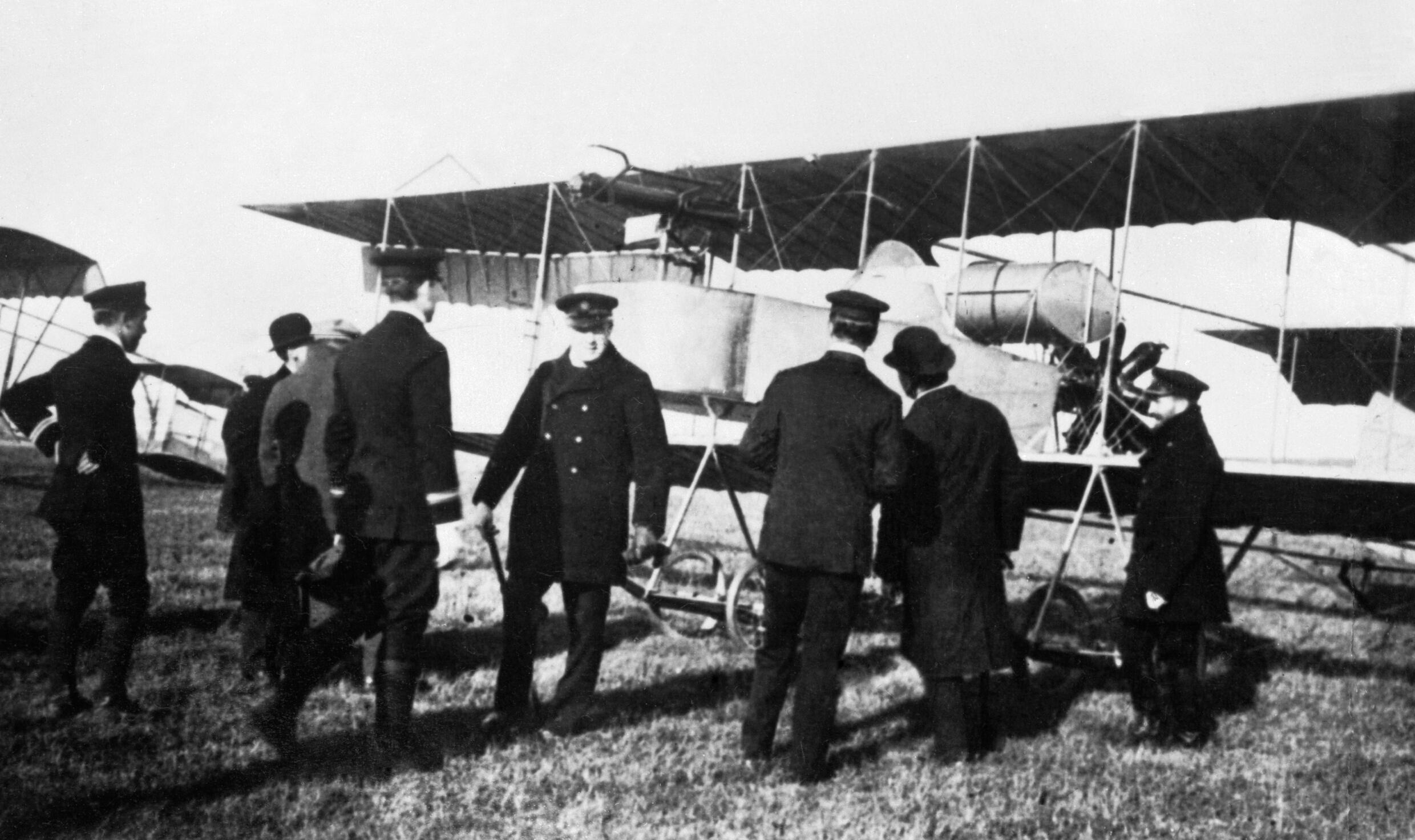
Primeiro Lorde do Almirantado Winston Churchill, 1914

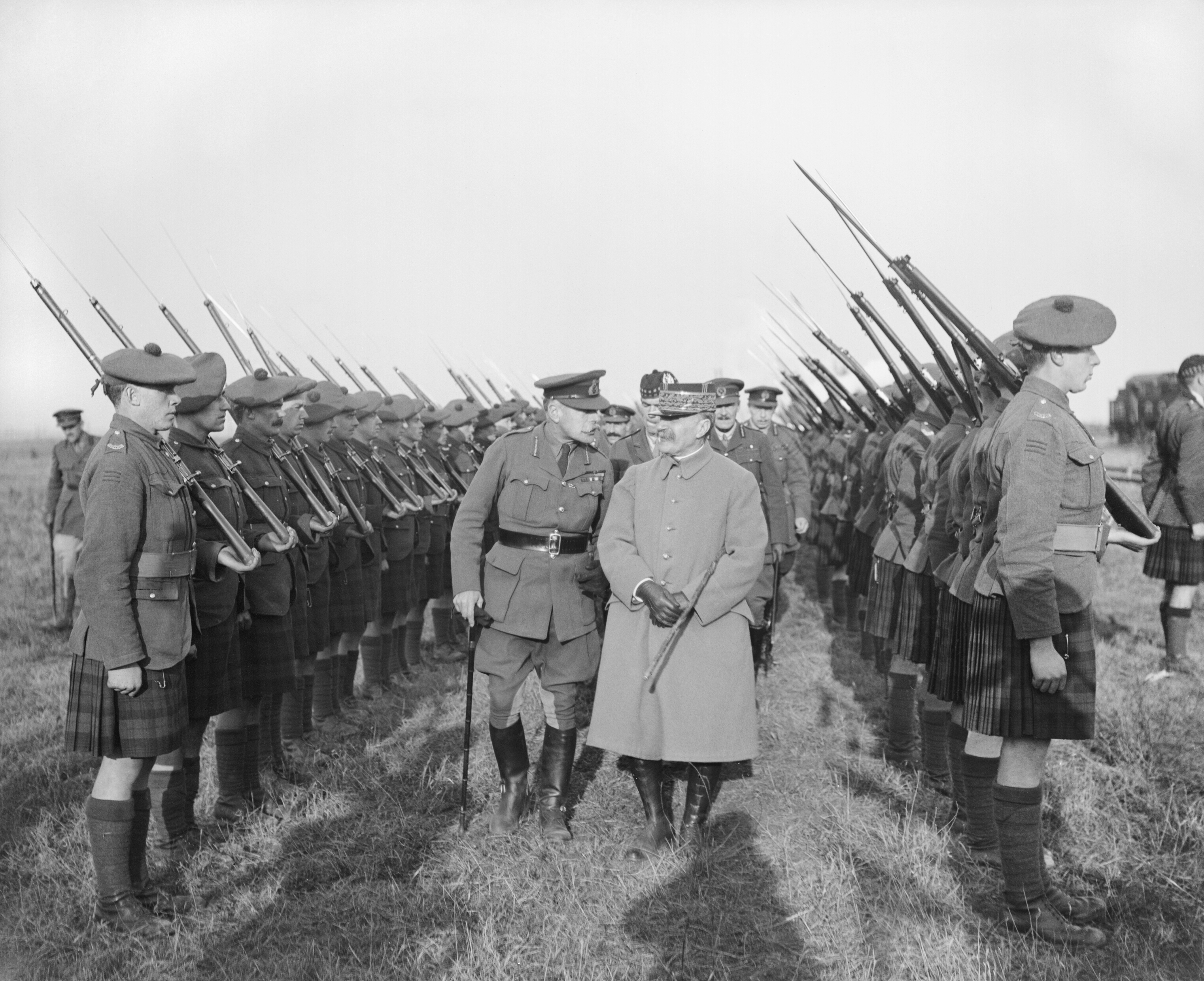
Douglas Haig e Ferdinand Foch inspecionando os Gordon Highlanders, 1918

#### Reino Unido
- Jorge V – Rei do Reino Unido e dos Domínios Britânicos, Imperador da Índia
- H. H. Asquith – Primeiro-ministro do Reino Unido (até 5 de dezembro de 1916)
- David Lloyd George – Primeiro-ministro do Reino Unido (a partir de 7 de dezembro de 1916)
- Marechal de Campo Horatio Herbert Kitchener – Secretário de Estado da Guerra (5 de agosto de 1914 – 5 de junho de 1916)
- Edward Stanley, 17º Conde de Derby – Secretário de Estado da Guerra (1916– )
- General William Robertson – Chefe do Estado-Maior Imperial (23 de dezembro de 1915 – fevereiro de 1918)
- General Henry Wilson – Chefe do Estado-Maior Imperial (fevereiro de 1918 – fevereiro de 1922)
- Marechal de Campo John French – Comandante-em-Chefe da Força Expedicionária Britânica (4 de agosto de 1914 – 15 de dezembro de 1915)
- General/Marechal de Campo Douglas Haig – Comandante-em-Chefe da Força Expedicionária Britânica (15 de dezembro de 1915 – 11 de novembro de 1918)
- General Sir David Henderson – Diretor-Geral da Aeronáutica Militar
- General Hugh Trenchard – Comandante do Royal Flying Corps – (agosto de 1915 – janeiro de 1918) e Chefe do Estado-Maior da Força Aérea Real combinada – 1º de abril de 1918 – 13 de abril de 1918
- Brigadeiro-General Sir Frederick Sykes – Chefe do Estado-Maior da Aeronáutica – 13 de abril de 1918 a 11 de novembro de 1918 (pós-guerra a 31 de março de 1919)
- Winston Churchill – Primeiro Lorde do Almirantado – (1911 – maio de 1915)
- Arthur Balfour - Primeiro Lorde do Almirantado – (maio de 1915 – dezembro de 1916)
- Edward Carson – Primeiro Lorde do Almirantado – (10 de dezembro de 1916 – 17 de julho de 1917)
- Eric Geddes – Primeiro Lorde do Almirantado – (julho de 1917 – janeiro de 1919)
- Almirante da Frota John "Jackie" Fisher – Primeiro Lorde do Mar – (1914 – maio de 1915)
- Almirante Henry Jackson – Primeiro Lorde do Mar – (maio de 1915 – novembro de 1916)
- Almirante John Jellicoe – Comandante da Grande Frota (agosto de 1914 – novembro de 1916); Primeiro Lorde do Mar (novembro de 1916 – dezembro de 1917)
- Almirante Rosslyn Wemyss – Primeiro Lorde do Mar (dezembro de 1917 – novembro de 1919)
- Almirante David Beatty – Comandante da Grande Frota (novembro de 1916 – abril de 1919)
- General Archibald Murray – Comandante da Força Expedicionária Egípcia (janeiro de 1916 – junho de 1917)
- General Edmund Allenby – Comandante da Força Expedicionária Egípcia (junho de 1917 – novembro de 1918)
- Eric John Eagles Swayne – Comandante das forças britânicas na Campanha da Somalilândia
- William Peyton – comandante e secretário militar da Força Expedicionária Britânica
- Coronel T.E. Lawrence – um dos principais líderes da Revolta Árabe

#### Domínio do Canadá
- Robert Borden – Primeiro-ministro do Canadá (1914–18)
- Sam Hughes – Ministro da Milícia e Defesa (1914 – janeiro de 1915)
- Joseph Flavelle – Presidente do Conselho Imperial de Munições (1915–19)
- Tenente-General Edwin Alderson – Comandante do Corpo Canadense unificado da Força Expedicionária Canadense (26 de janeiro de 1915 – setembro de 1915)
- General Julian Byng – Comandante do Corpo Canadense unificado da Força Expedicionária Canadense (junho de 1916 – junho de 1917)
- General Arthur Currie – Comandante do Corpo Canadense unificado da Força Expedicionária Canadense (junho de 1917 – agosto de 1919)

#### Comunidade da Austrália
- Joseph Cook – Primeiro-ministro da Austrália (até 17 de setembro de 1914)
- Andrew Fisher – Primeiro-ministro da Austrália (17 de setembro de 1914 – 27 de outubro de 1915)
- Billy Hughes – Primeiro-ministro da Austrália (de 27 de outubro de 1915)
- General William Birdwood – Comandante do Corpo Australiano (todas as cinco divisões de infantaria australianas servindo na Frente Ocidental) (novembro de 1917 – maio de 1918)
- Tenente-General Sir John Monash – Comandante do Corpo Australiano (maio de 1918 –)
- Major-General William Holmes – Comandante da Força Expedicionária Naval e Militar Australiana (agosto de 1914 – fevereiro de 1915)
- Tenente-General Sir Harry Chauvel – Comandante do Corpo Montado do Deserto (Sinai e Palestina) (agosto de 1917 –)

#### Índia Britânica
- Charles Hardinge, 1º Barão Hardinge de Penshurst – Vice-rei da Índia (1910–1916)
- Frederic Thesiger, 1º Visconde de Chelmsford – Vice-rei da Índia (1916–1921)
- Robert Crewe-Milnes, 1º Marquês de Crewe – Secretário de Estado para a Índia (maio de 1911 – maio de 1915)
- Austen Chamberlain – Secretário de Estado da Índia (maio de 1915 – julho de 1917)
- Edwin Samuel Montagu – Secretário de Estado da Índia (julho de 1917 – março de 1922)
- Beauchamp Duff – Comandante-em-Chefe, Índia (março de 1914 – outubro de 1916)
- Charles Monro – Comandante-em-Chefe, Índia (outubro de 1916 – novembro de 1920)
- Tenente-General John Nixon – comandante do Exército Indiano Britânico (ativo no Oriente Médio)

#### União Sul-Africana
- General Louis Botha – Primeiro-ministro da África do Sul
- General Jan Smuts – liderou forças na Campanha do Sudoeste da África e na Campanha da África Oriental, mais tarde membro do Gabinete de Guerra Imperial

#### Domínio da Nova Zelândia
- William Massey – Primeiro-ministro da Nova Zelândia
- General Sir Alexander Godley – Comandante das Forças Militares da Nova Zelândia (até outubro de 1914); Comandante das Forças Expedicionárias da Nova Zelândia
- Major-General Sir Alfred William Robin – Intendente-Geral e Comandante das Forças Militares da Nova Zelândia (desde outubro de 1914)
- Major-General Sir Andrew Hamilton Russell – Comandante da Divisão da Nova Zelândia

#### Domínio da Terra Nova
- Sir Edward Morris – Primeiro-ministro de Terra Nova (1909–1917)
- Sir John Crosbie – Primeiro-ministro de Terra Nova (1917–1918)
- Sir William Lloyd – Primeiro-ministro de Terra Nova (1918–1919)

### Império do Japão
- Taishō – Imperador do Japão
- Ōkuma Shigenobu – Primeiro-ministro do Japão (16 de abril de 1914 – 9 de outubro de 1916)
- Terauchi Masatake – Primeiro Ministro do Japão (9 de outubro de 1916 – 29 de setembro de 1918)
- Hara Takashi – Primeiro-ministro do Japão (29 de setembro de 1918 – 4 de novembro de 1921)
- Katō Sadakichi – Comandante-em-chefe da Segunda Frota destacado para o Cerco de Tsingtao
- Kōzō Satō – Comandante da Segunda Frota de Tarefas Especiais
- Kamio Mitsuomi - Comandante das forças terrestres aliadas em Tsingtao

### Reino da Itália (1915–1918)
- Vítor Emanuel II – Rei da Itália
- Antonio Salandra - Primeiro-ministro (até 18 de junho de 1916)
- Paolo Boselli – Primeiro-ministro (18 de junho de 1916 – 29 de outubro de 1917)
- Vittorio Emanuele Orlando – Primeiro-ministro (desde 29 de outubro de 1917)
- Luigi Cadorna – Comandante-em-Chefe do Exército Real Italiano
- Armando Diaz – Chefe do Estado-Maior do Exército Real Italiano
- Luís, Duque de Abruzzi – Comandante-em-chefe da Frota Adriática da Itália (1914–17)
- Paolo Thaon di Revel - Almirante da Marinha Real Italiana

### Reino da Romênia (1916–1918)
- Fernando I – Rei da Romênia
- General Constantin Prezan – Chefe do Estado-Maior da Roménia
- Ion I. C. Brătianu – Primeiro-ministro da Romênia
- Vintilă Brătianu – Secretário da Guerra
- Marechal de Campo Alexandru Averescu – Comandante do 2º Exército, 3º Exército, então Grupo de Exércitos Sul
- General Eremia Grigorescu – Comandante do 1º Exército

### República Portuguesa (1916–1918)
- Bernardino Machado - Presidente de Portugal (até 12 de dezembro de 1917)
- Afonso Costa – Primeiro-ministro de Portugal (até 15 de março de 1916; depois novamente 25 de abril de 1917 – 10 de dezembro de 1917)
- António José de Almeida – Primeiro-ministro de Portugal (15 de março de 1916 - 25 de abril de 1917)
- Sidónio Pais – Primeiro Ministro de Portugal e Ministro da Guerra (11 de dezembro de 1917 - 9 de maio de 1918) e Presidente de Portugal (desde 9 de maio de 1918)
- José Norton de Matos - Ministro da Guerra (até 10 de dezembro de 1917)
- João Tamagnini Barbosa - Ministro interino da Guerra (9 de maio de 1918 - 15 de maio de 1918)
- Amílcar Mota – Secretário de Estado da Guerra (15 de maio de 1918 – 8 de outubro de 1918)
- Álvaro de Mendonça - Secretário de Estado da Guerra (desde 8 de outubro de 1918)
- Fernando Tamagnini de Abreu - Comandante do Corpo Expedicionário Português (CEP)
- José Augusto Alves Roçadas – Comandante das Forças Portuguesas no Sul de Angola
- José Luís de Moura Mendes - Comandante das Forças Portuguesas na África Oriental (até Junho de 1916)
- José César Ferreira Gil – Comandante das Forças Portuguesas na África Oriental (desde junho de 1916)
- Sousa Rosa – Comandante das Forças Portuguesas na África Oriental (desde 1917)

### Reino da Grécia (1916/17–1918)
- Constantino I –Rei da Grécia, retirou-se do trono em junho de 1917, devido à pressão dos Aliados, sem abdicar formalmente.
- Alexandre – Rei da Grécia a partir de 1917, depois que seu pai foi forçado ao exílio
- Eleftherios Venizelos – Primeiro-ministro da Grécia após 13 de junho de 1917
- Panagiotis Danglis –general grego do exército helênico

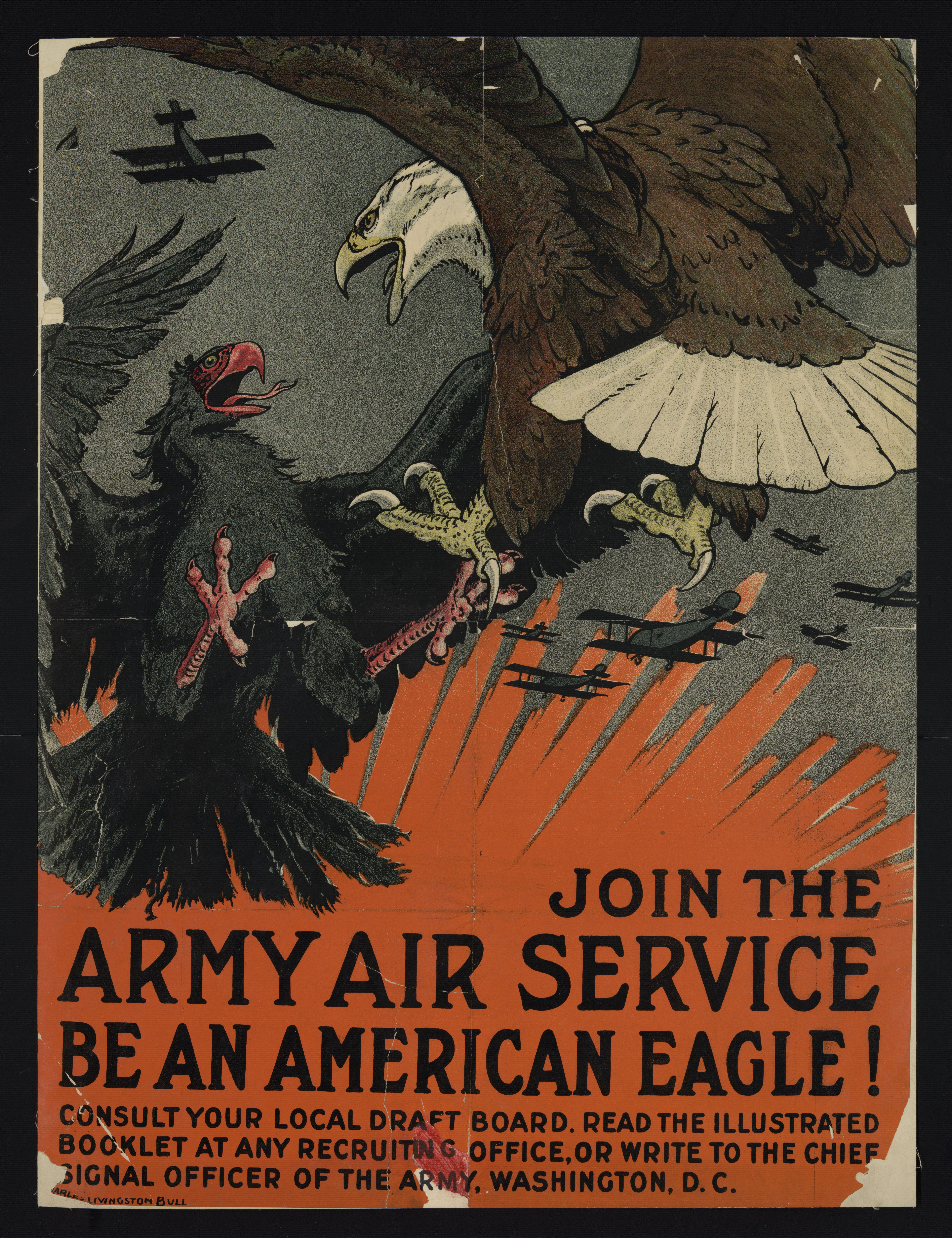
Cartaz de recrutamento da USAAS, 1918

### Estados Unidos (1916–1918)
- Woodrow Wilson – Presidente dos Estados Unidos / Comandante-em-Chefe das Forças Armadas dos EUA
- Newton D. Baker – Secretário de Guerra dos EUA
- Josephus Daniels – Secretário da Marinha dos EUA
- Major-General / General John J. Pershing – Comandante das Forças Expedicionárias Americanas
- Contra-almirante / Vice-almirante William Sims – Comandante das Forças Navais dos EUA em Águas Europeias
- Brigadeiro-General Mason Patrick – Comandante do Serviço Aéreo do Exército dos EUA

### Reino do Sião (1917–1918)
- Vajiravudh – Rei do Sião

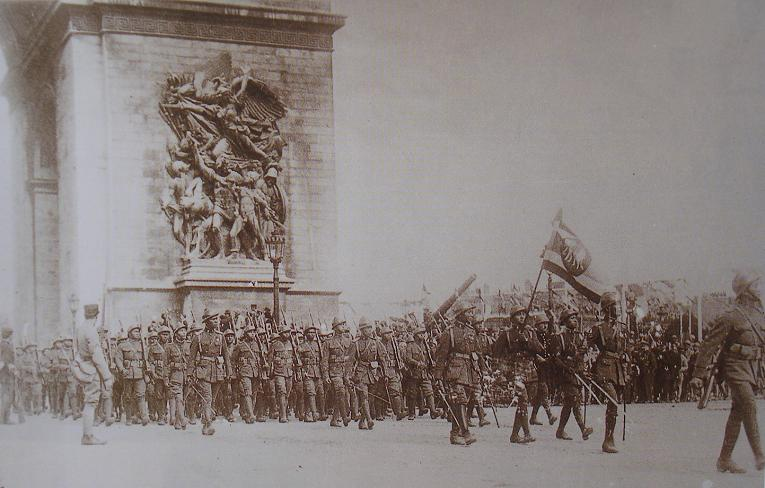
Tropas das Forças Expedicionárias Siamesas marchando em Paris, 1919

- Chaophraya Bodindechanuchit – Ministro da Defesa
- Chakrabongse Bhuvanath – Comandante Supremo das Forças Expedicionárias Siamesas na Primeira Guerra Mundial
- Phraya Thephatsadin – Comandante das Forças Expedicionárias Siamesas na Frente Ocidental

### República dos Estados Unidos do Brasil (1917–1918)

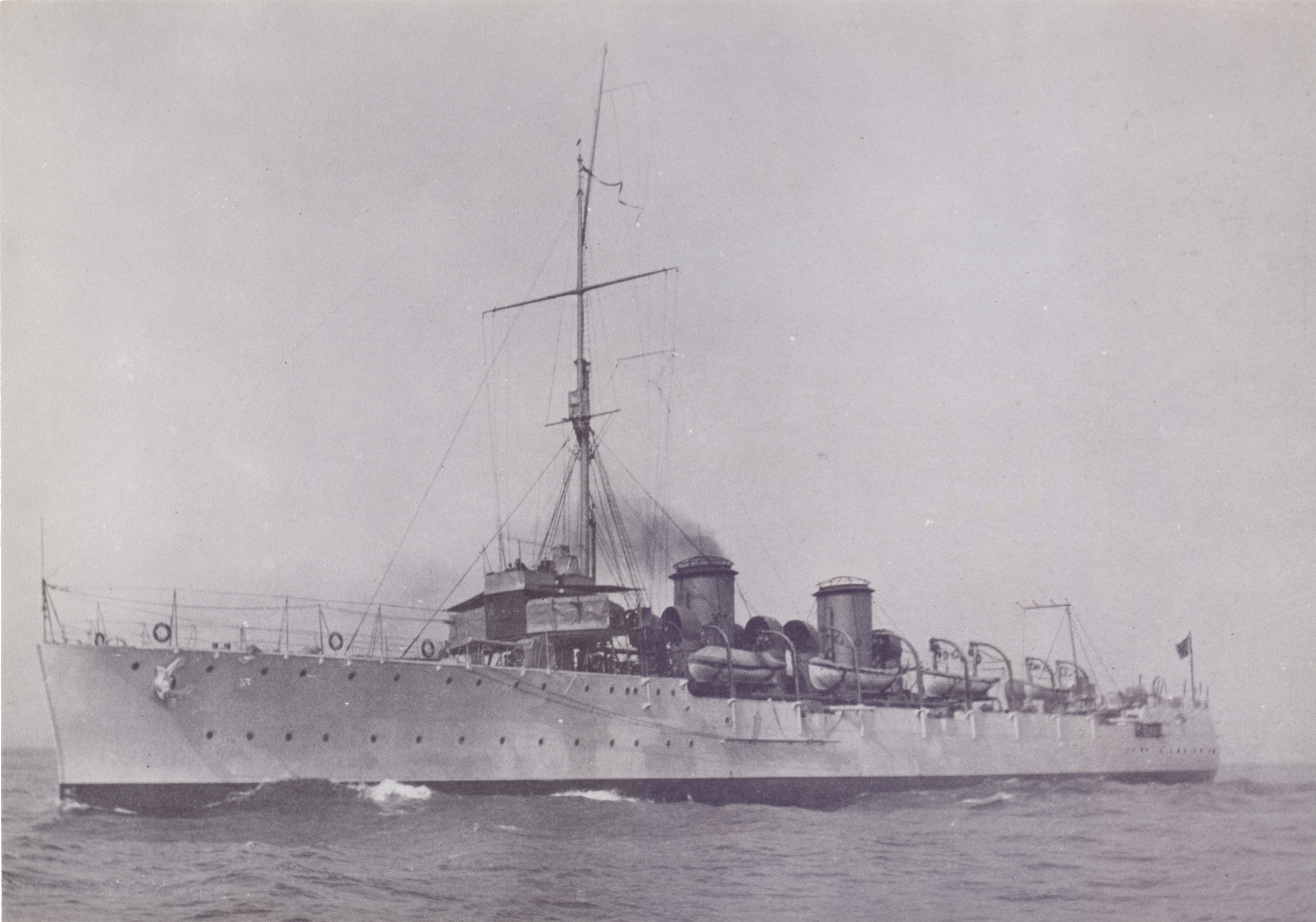
O navio brasileiro Cruzador Bahia

- Venceslau Brás – Presidente do Brasil
- Pedro de Frontin – Chefe da Divisão Naval em Operações de Guerra
- José Pessoa Cavalcanti de Albuquerque – Tenente do Exército Brasileiro na França
- Napoleão Felipe Aché – Chefe da Missão Militar Brasileira na França (1918–1919)
- Nabuco Gouveia – Chefe da Comissão Médica Militar Brasileira

### República Democrática da Armênia (1917–1918)
- Hovhannes Kajaznuni – 1° Primeiro-Ministro da Primeira República da Armênia
- Andranik Ozanian – comandante militar e estadista da Campanha do Cáucaso
- Aram Manukian – Ministro do Interior da Primeira República da Armênia
- Drastamat Kanayan – comandante militar e membro da Federação Revolucionária Armênia
- Tovmas Nazarbekian – Comandante-em-Chefe da Primeira República da Armênia
- Movses Silikyan – general do exército e herói nacional

### República da Tchecoslováquia (1918)
- Tomáš Garrigue Masaryk – 1° Presidente da Tchecoslováquia
- Milan Rastislav Štefánik – Comandante da Legião Tchecoslovaca
- Edvard Beneš – Ministro dos Negócios Estrangeiros e do Interior

## Pessoal e vítimas

Um gráfico circular mostrando as mortes militares das potências aliadas

Estas são estimativas do número cumulativo de diferentes efetivos uniformizados entre 1914 e 1918, incluindo exército, marinha e forças auxiliares. Em qualquer época, as diversas forças eram muito menores. Apenas uma fração deles eram tropas de combate da linha de frente. Os números não refletem o tempo que cada país esteve envolvido.
| Potência Aliada | Pessoal mobilizado | Mortes militares      | Ferido em combate | Vítimas, total | Vítimas, % do total mobilizado |
| --------------- | ------------------ | --------------------- | ----------------- | -------------- | ------------------------------ |
| Austrália       | 412,953            | 61,928 (14.99%)[f]    | 152,171           | 214,099        | 52%                            |
| Bélgica         | 267,000            | 38,172 (14.29%)[g]    | 44,686            | 82,858         | 31%                            |
| Brasil          | 1,713              | 100 (5.84%)           | 0                 | 100            | 5.84%                          |
| Canadá          | 628,964            | 64,944 (10.32%)[h]    | 149,732           | 214,676        | 34%                            |
| França          | 8,410,000          | 1,397,800 (16.62%)[i] | 4,266,000         | 5,663,800      | 67%                            |
| Grécia          | 230,000            | 26,000 (11.30%)[j]    | 21,000            | 47,000         | 20%                            |
| Índia           | 1,440,437          | 74,187 (5.15%)[k]     | 69,214            | 143,401        | 10%                            |
| Itália          | 5,615,000          | 651,010 (11.59%)[l]   | 953,886           | 1,604,896      | 29%                            |
| Japão           | 800,000            | 415 (0.05%)[m]        | 907               | 1,322          | <1%                            |
| Mônaco          | 80                 | 8 (10.00%)            | 0                 | 8              | 10%                            |
| Montenegro      | 50,000             | 3,000 (6.00%)         | 10,000            | 13,000         | 26%                            |
| Nepal           | 200,000            | 30,670 (15.33%)       | 21,009            | 49,823         | 25%                            |
| Nova Zelândia   | 128,525            | 18,050 (14.04%)[n]    | 41,317            | 59,367         | 46%                            |
| Portugal        | 100,000            | 7,222 (7.22%)[o]      | 13,751            | 20,973         | 21%                            |
| Romênia         | 750,000            | 250,000 (33.33%)[p]   | 120,000           | 370,000        | 49%                            |
| Rússia          | 12,000,000         | 1,811,000 (15.09%)[q] | 4,950,000         | 6,761,000      | 56%                            |
| Sérvia          | 707,343            | 275,000 (38.87%)[r]   | 133,148           | 408,148        | 58%                            |
| Sião            | 1,284              | 19 (1.48%)            | 0                 | 19             | 2%                             |
| África do Sul   | 136,070            | 9,463 (6.95%)[s]      | 12,029            | 21,492         | 16%                            |
| Reino Unido     | 6,211,922          | 886,342 (14.26%)[t]   | 1,665,749         | 2,552,091      | 41%                            |
| Estados Unidos  | 4,355,000          | 53,402 (1.23%)[u]     | 205,690           | 259,092        | 5.9%                           |
| Total           | 42,244,409         | 5,741,389             | 12,925,833        | 18,744,547     | 49%                            |